# Arquitectura de Venezuela
La arquitectura de Venezuela es el arte edificado tanto en Venezuela, como por arquitectos venezolanos en otras partes del mundo. La arquitectura venezolana es una mezcla de la cultura autóctona indígena venezolana y de las adoptadas en el país por la transculturización artística de las distintas culturas arquitectónicas que se comenzaron a proyectar en Venezuela desde la llegada de los españoles a territorio venezolano.
Las ciudades de Coro y La Vela de Coro, así como la Ciudad Universitaria de Caracas de la Universidad Central de Venezuela fueron declaradas Patrimonio de la Humanidad por la Unesco  en 1993 y en el 2000, respectivamente.

## Historia

### Período precolombino
En el territorio venezolano se han identificado al menos 320 estaciones de petroglifos, entre esos:

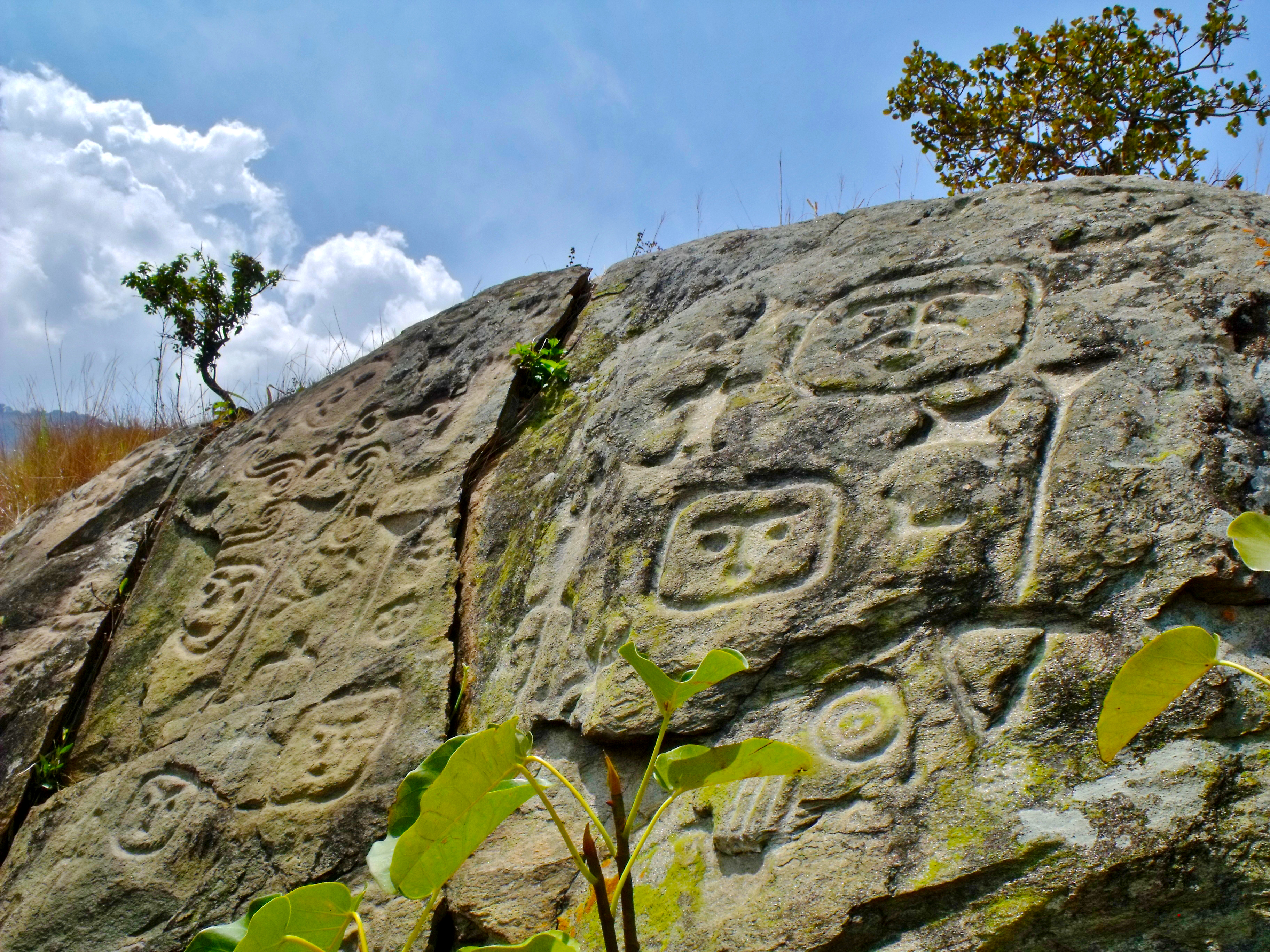
Petroglifo en el parque arqueológico Piedra Pintada.
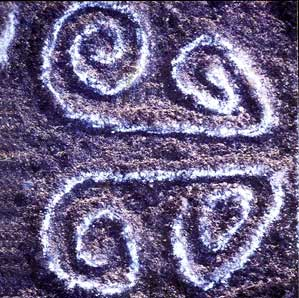
Petroglifo anterior a la cultura clovis en Taima Taima.

Otros lugares donde se han hallado petroglifos son:
- Caicara del Orinoco, Bolívar, Venezuela Parque Arqueológico Piedra Pintada, Estado Carabobo, Venezuela
- Parque Arqueológico y Paleontológico Taima Taima, estado Falcón, Venezuela
- Parque Nacional Morrocoy, Falcón, Venezuela
- Petroglifos de los Arahuacos o Karibes, La Cumaca, Carabobo, Venezuela
- Playa Sardinata, Amazonas, Venezuela

#### SigloXV

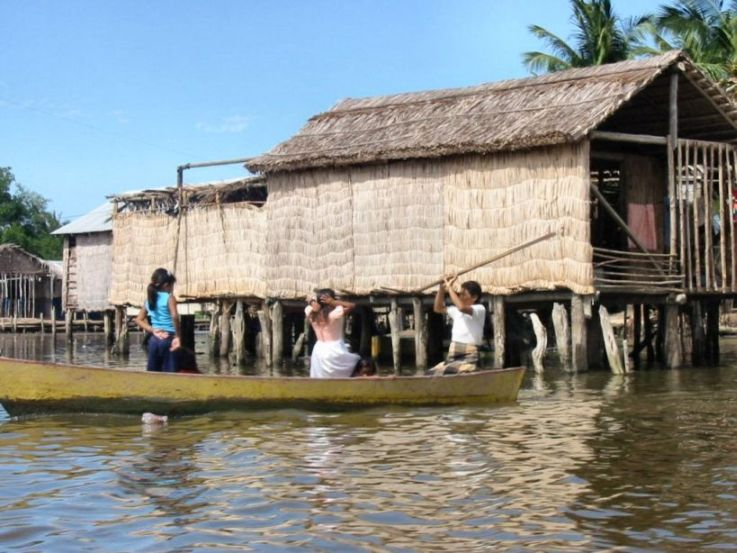
Palafitos.

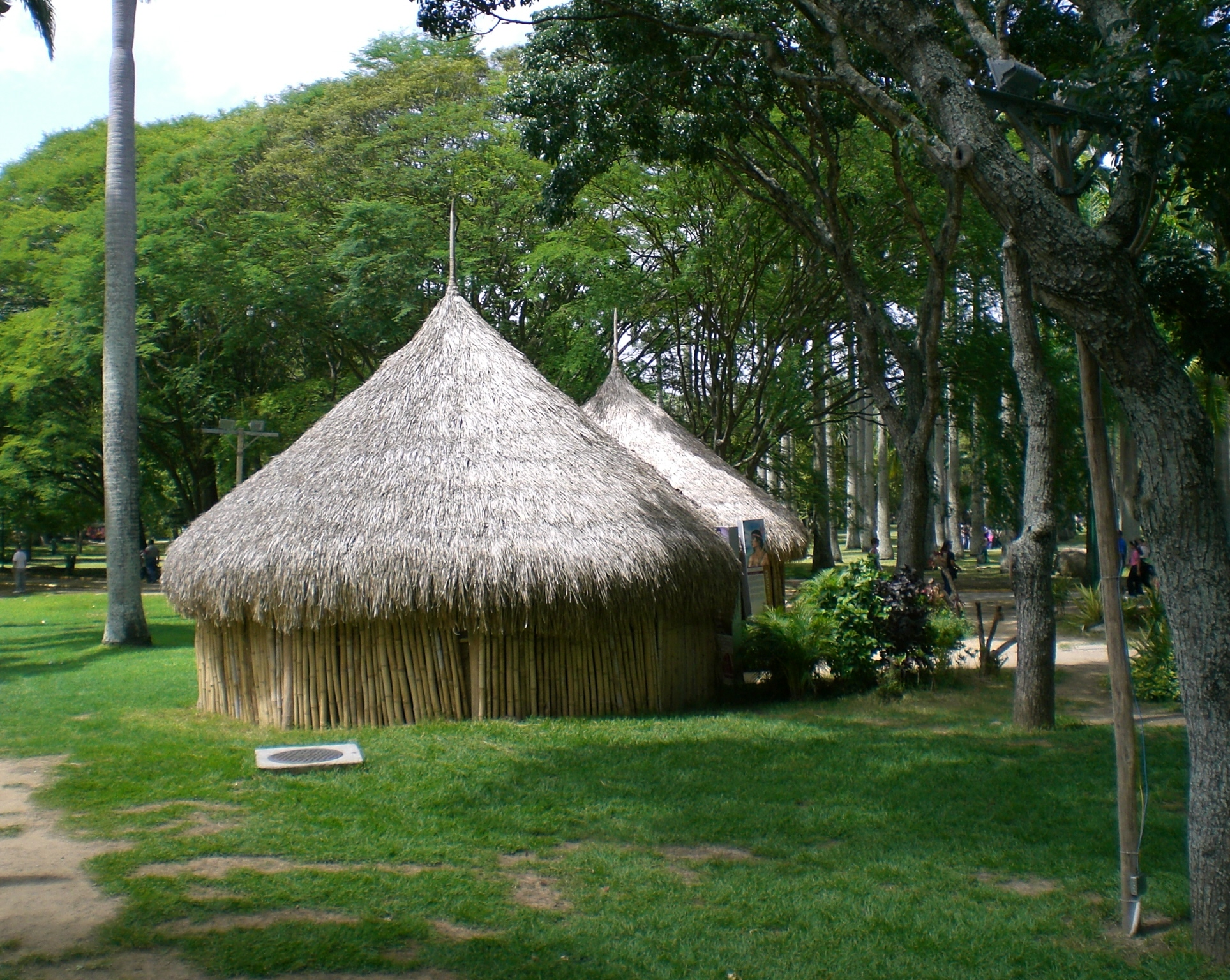
Churuatas.

La arquitectura indígena venezolana era trabajada en dos espacios diferentes, el agua y la selva. A la arquitectura de agua, corresponden los palafitos, que eran viviendas comunes de las tribus wayúu y warao. Eran viviendas pequeñas, apoyadas sobre pilotes de madera, construidas sobre las aguas tranquilas de los lagos y lagunas. Cuentan los historiadores que cuando Américo Vespucio llegó a costas venezolanas y observó los palafitos del Lago de Maracaibo, llamó al lugar "Pequeña Venecia", donde derivó tiempo después el nombre de Venezuela. Hoy en día aunque la cantidad de comunidades indígenas han disminuido, las que aún existen conservan la arquitectura de sus ancestros en los territorios de la costa oriental del lago de Maracaibo y en el delta del Orinoco aún se pueden encontrar estos palafitos.[cita requerida]
En cambio, las etnias que habitan las selvas tienen una arquitectura distinta, la churuata, era y sigue siendo el tipo de vivienda predominante en los poblados indígenas. La churuata es una especie de choza, pero muy particular, es una vivienda colectiva propia de los pueblos panare y piaroa, ubicados al sur del Orinoco. Se destaca por su armazón de postes de maderas y círculos concéntricos interiores, sobre los que se colocan los delgados haces de palma que conforman la capa impermeable del techo y la perfección de sus formas, coronada por una punta cónica en la que culmina el techo y destaca sobre la vivienda. La churuata se ha convertido en los últimos años en un icono de la cultura venezolana, pues ha sido llevada a las ciudades, en espacios públicos como parques, Mansiones, restaurantes, sitios de esparcimiento, hoteles e inclusive como espacio incorporado en casas modernas.
Aunque las viviendas más apreciadas y que más han perdurado hasta la actualidad en los pueblos indígenas son el palafito y la churuata, otras etnias tenían su modelo propio de vivienda. Los wahiba, construyen una vivienda colectiva hecha de palma y bambú, de planta rectangular, con grandes aleros y de dos plantas que se dan uso en dos tiempos del año. Cuando es época de lluvia las aldeas suelen quedar inundadas, por lo que ellos viven en el segundo piso, cuando es época de sequía viven en la planta de abajo.
Los indígenas venezolanos básicamente usaban madera, palos, palmas, caña, bambú, mangle y enea para la construcción de sus casas.

### Período colonial

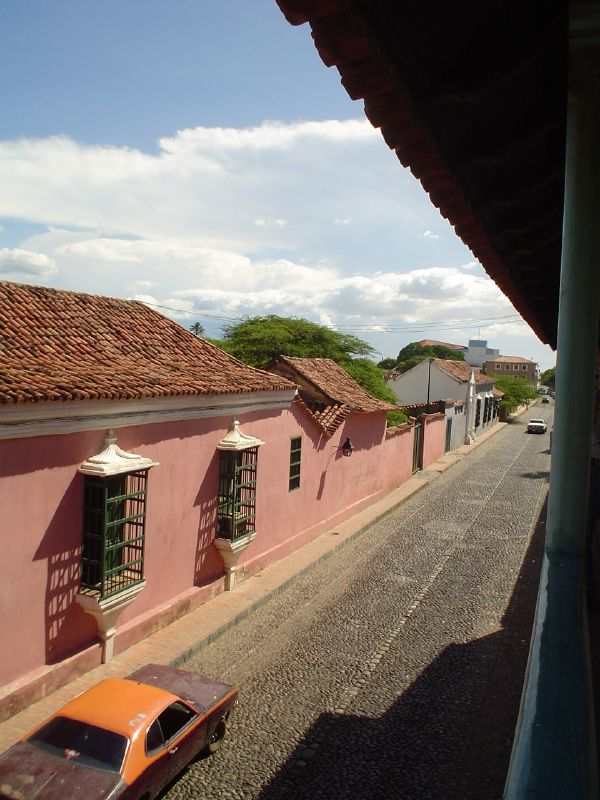
Calle colonial de Coro.

La arquitectura colonial venezolana es construida desde la conquista española, cuando Venezuela comienza a ser colonia dependiente del Imperio español, hasta 1810, cuando comienza el proceso de independencia de Venezuela. Se proyectan dos tipos de arquitecturas, la trabajada por los aborígenes venezolanos, y la construida por los españoles en territorio venezolano.
La arquitectura de esta época se caracteriza por su discreta modestia. La explicación está en las condiciones socioeconómicas del país. Venezuela no ofrecía entonces a los colonizadores las inmensas riquezas guardadas por la naturaleza para tiempos posteriores.[cita requerida]
Una provincia aparentemente poco rica no podía permitirse el lujo de construir edificios de alto costo a imitación de los grandes virreinatos que existían para la época y la sociedad colonial no brindaba tampoco un cuadro tan próspero como el de otros países de América Latina.[cita requerida]

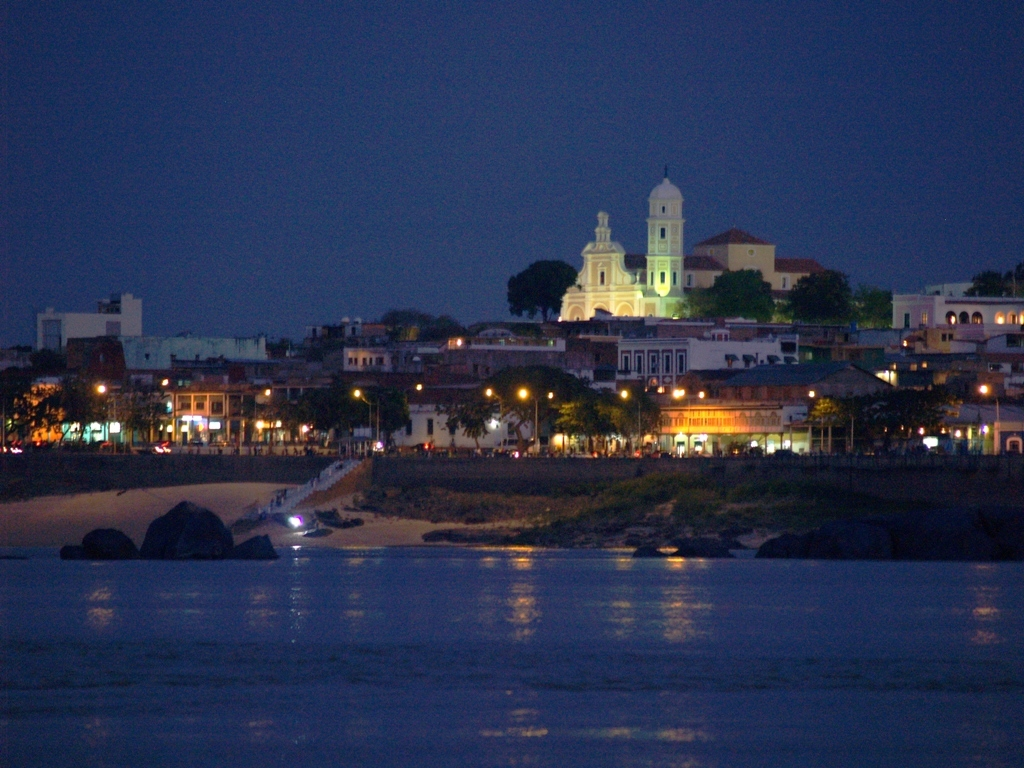
Ciudad Bolívar preserva gran parte de su arquitectura colonial.

La simplificación de los problemas técnicos, la renuncia a la mayoría de los elementos decorativos y abigarradas ostentaciones de barroquismos fantasiosos, la imposibilidad de utilizar materiales costosos y la consiguiente falta de artesanos, contribuyeron a establecer una modesta pero bien definida fisonomía de la arquitectura colonial de Venezuela.[cita requerida]
La vivienda popular de la colonia se caracterizaba por la simplicidad de sus formas, sin muchos efectos escenográficos, mientras que la sobriedad era la principal característica de las mansiones aristocráticas, con una fuerte influencia morisca heredada de la España Meridional.
Se puede reconocer la funcionalidad de cada arquitectura colonial, por el empleo de los materiales, algunos como la madera, la caña amarga, el adobe, la tapia y la arcilla, que sirvió para la creación de ornamentos funcionales.[cita requerida]
La idea constante que preside la arquitectura colonial venezolana de protegerse del sol, la lluvia y la luz, se reencuentra en el estudio las fachadas de las casas de la época. Algunas de las arquitecturas coloniales más representativas que perduran en la actualidad son:
- Casa Natal del Libertador Simón Bolívar en Caracas
- Casa Guipuzcoana en La Guaira y Cagua (1728).
- Casa Amarilla en Caracas
- Casa de la Capitulación en Maracaibo
- Quinta Anauco en Caracas
- Casa de 100 Ventanas en Coro (1902).
- Casa del Congreso de Angostura en Ciudad Bolívar.

#### SigloXVII

##### Arquitectura religiosa
Los templos eran constituidos por una casi invariable, disposición conformada por una planta rectangular, tres naves separadas por arcos de cubierta de alfarje compuesto de la arquitectura religiosa en la época de la colonia. La sociedad disponía de los medios suficientes para erigir monumentos religiosos comparables con los de otros países del continente. El siglo XVII fue de reconstrucción de los templos católicos que habían sido destruidos por el terremoto de 1641. 
Algunas de las edificaciones religiosas más representativas en el país son:
- Catedral de Caracas (1674)
- Catedral de Coro (1634)

##### Arquitectura militar
Durante la época de la colonia eventualmente se producían enfrentamientos entre los conquistadores españoles y bárbaros que navegaban en costas venezolanas, a fin de apoderarse de las provincias ubicadas en las costas del país. Para el momento, los reinos de Europa afrontaban una crisis económica, por lo que tripulaciones armadas inglesas, neerlandesas, portuguesas y francesas arribaban a Venezuela, con el fin de apropiarse de los territorios de la provincia y saquear las ciudades costeras.[cita requerida]
Las costas e islas venezolanas fueron escena de combates producidas por corsarios y piratas, por lo que España se vio en la obligación de mantener su imperio, construyendo castillos, baluartes, cuarteles y fortificaciones que resguardaban las ciudades de la provincia.
- Castillo Santa Rosa en Margarita
- Fortín Solano en Puerto Cabello
- Castillo San Felipe en Puerto Cabello
- Castillo de Araya en Araya
- Cuartel San Carlos en Caracas
- Castillo San Carlos de Borromeo en Margarita
- Castillo de San Carlos de la Barra en Maracaibo
- Castillo de San Antonio de la Eminencia en Cumaná
- Fuerte Villapol en Santo Tomé de Guayana

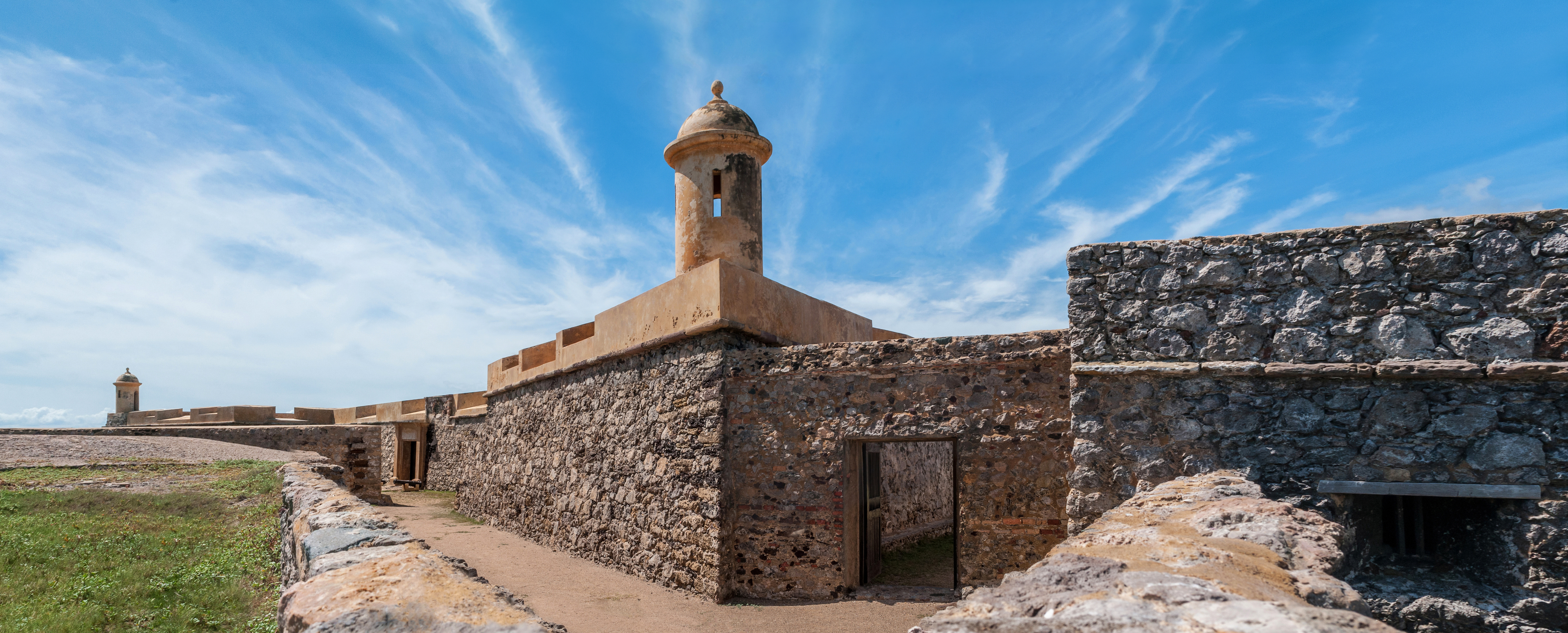
Castillo de San Carlos de la Barra (1623).
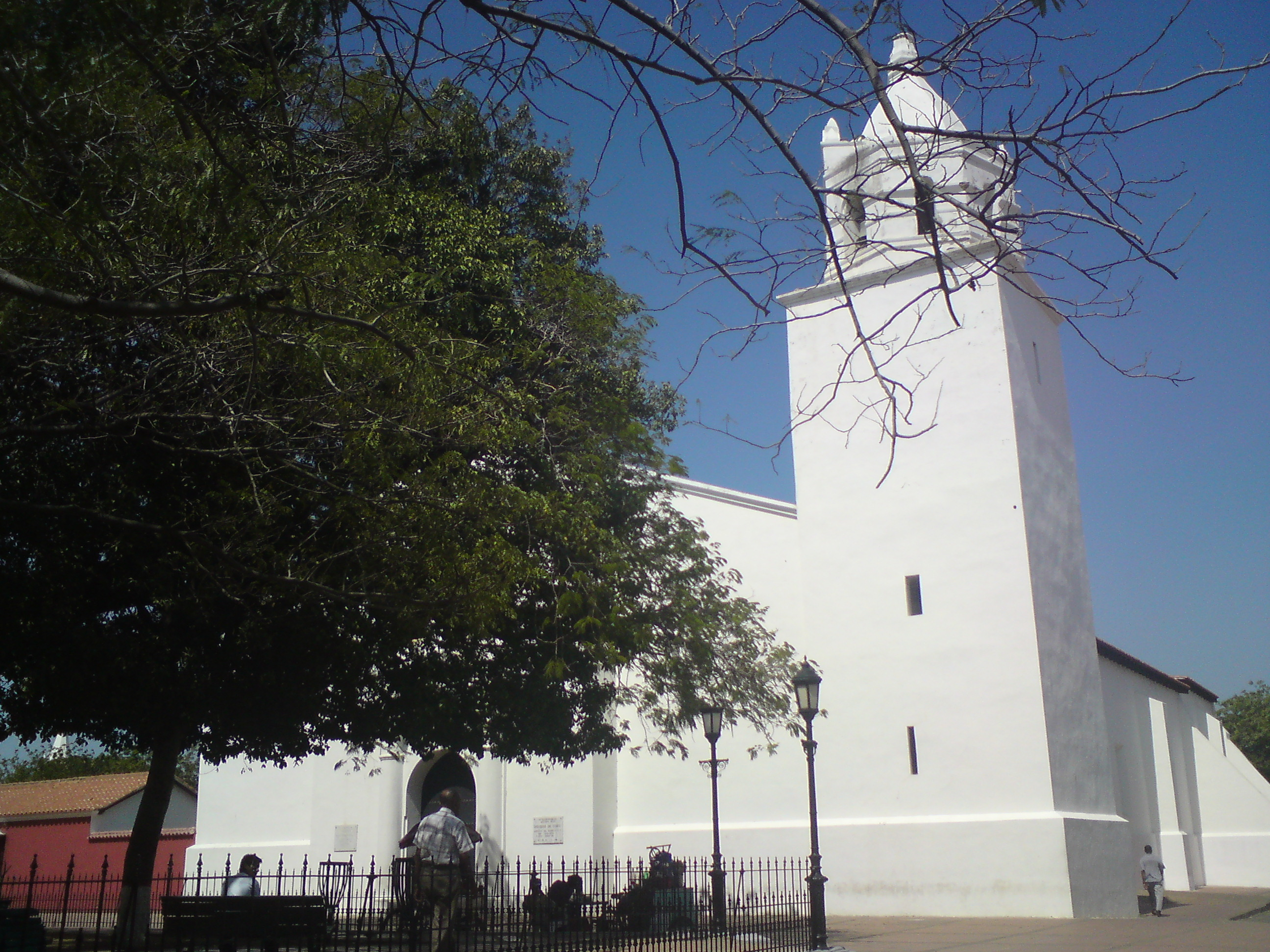
Catedral de Coro (1634).
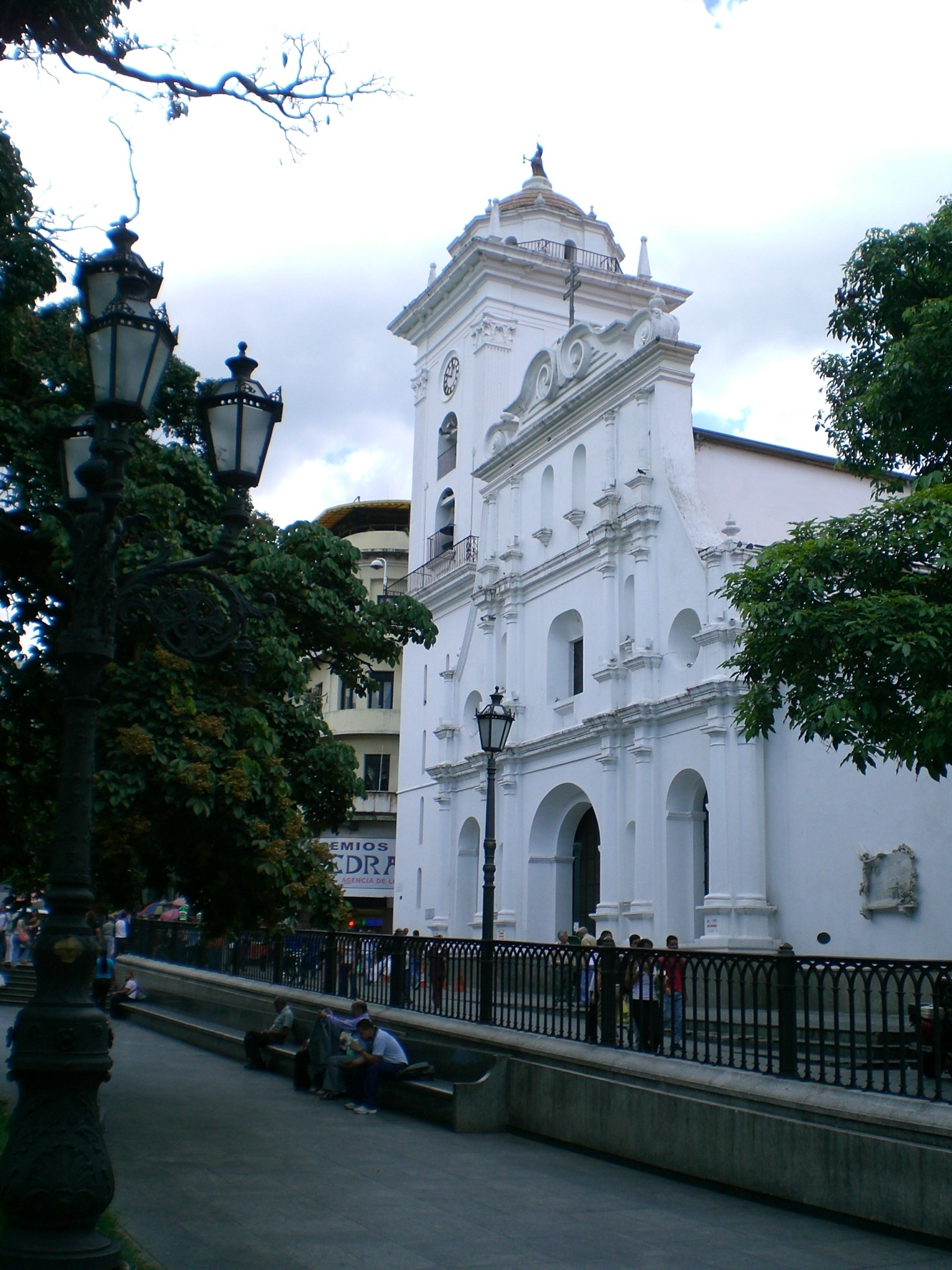
Catedral de Caracas (1674).
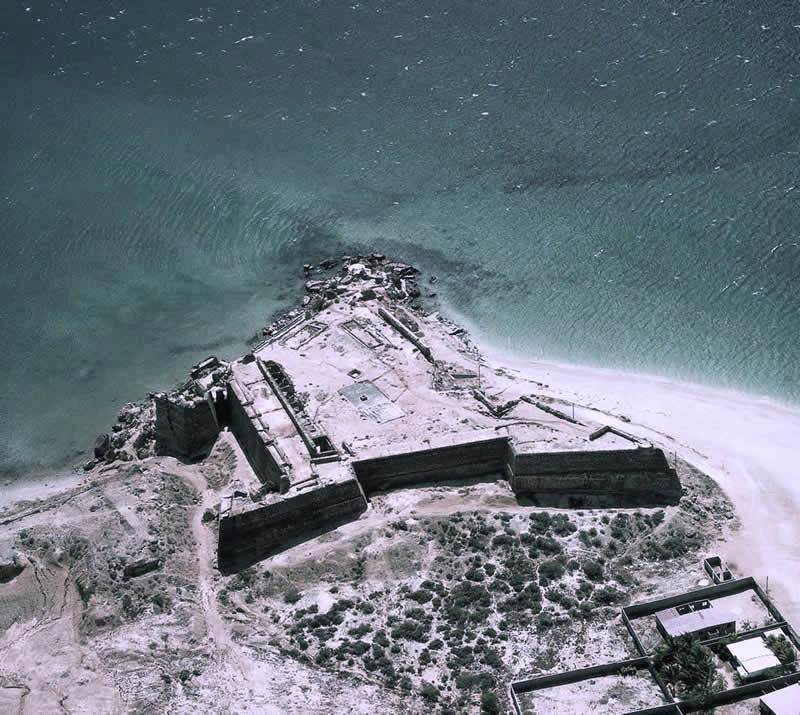
Castillo de Araya (1678).
Castillo Santa Rosa en Nueva Esparta (1682).
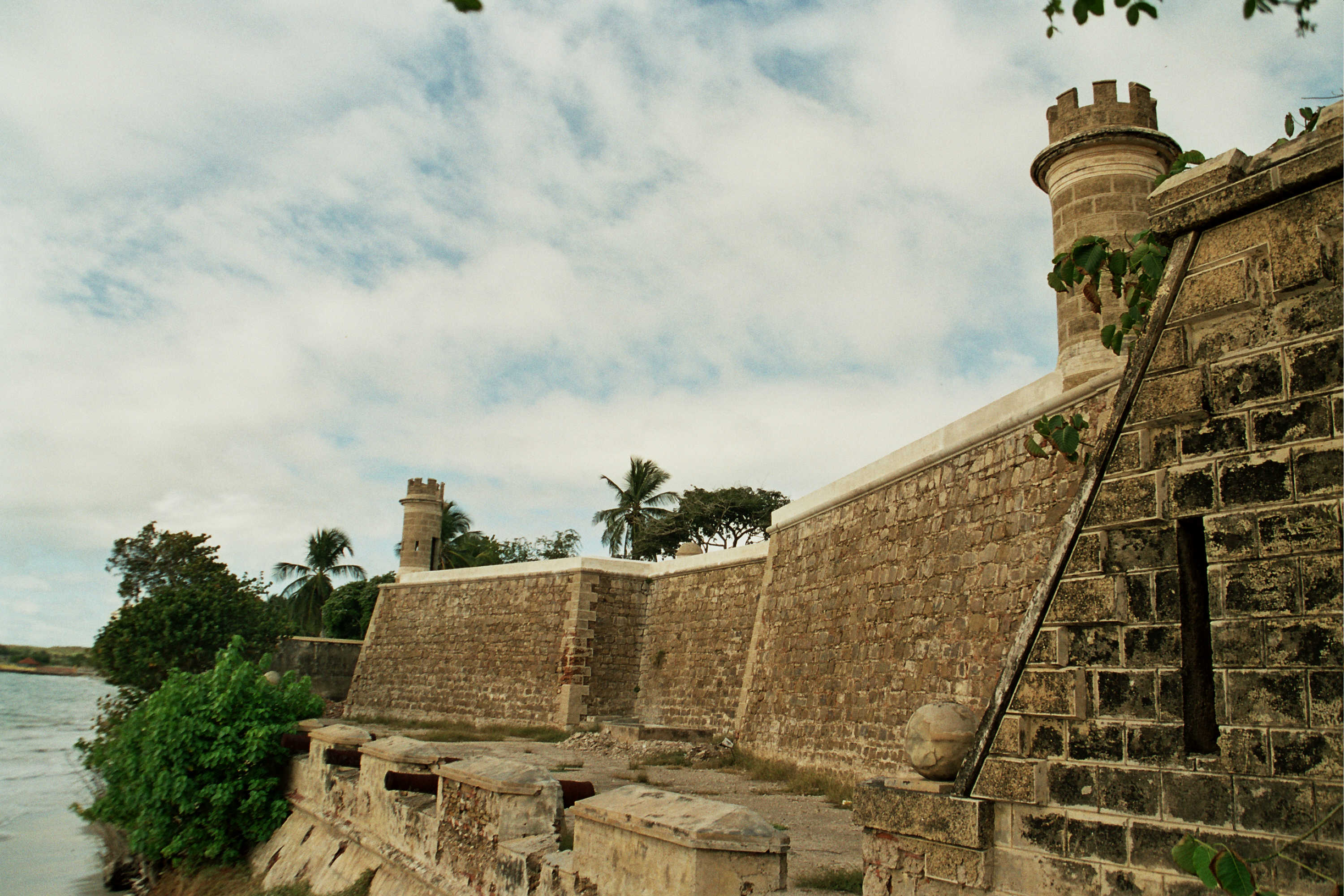
Castillo San Carlos de Borromeo (1684).
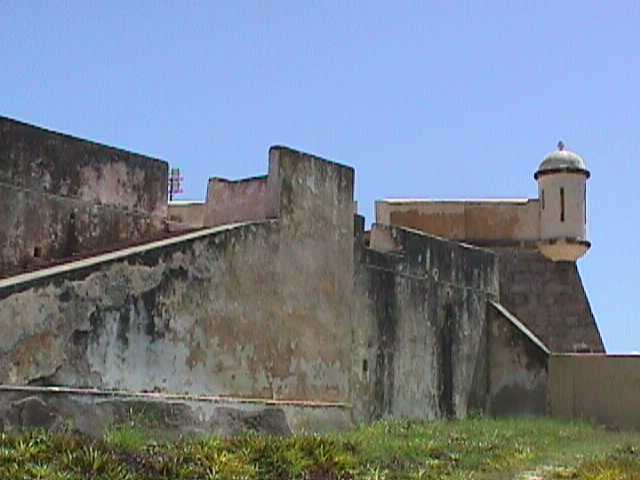
Castillo de San Antonio de la Eminencia (1686).
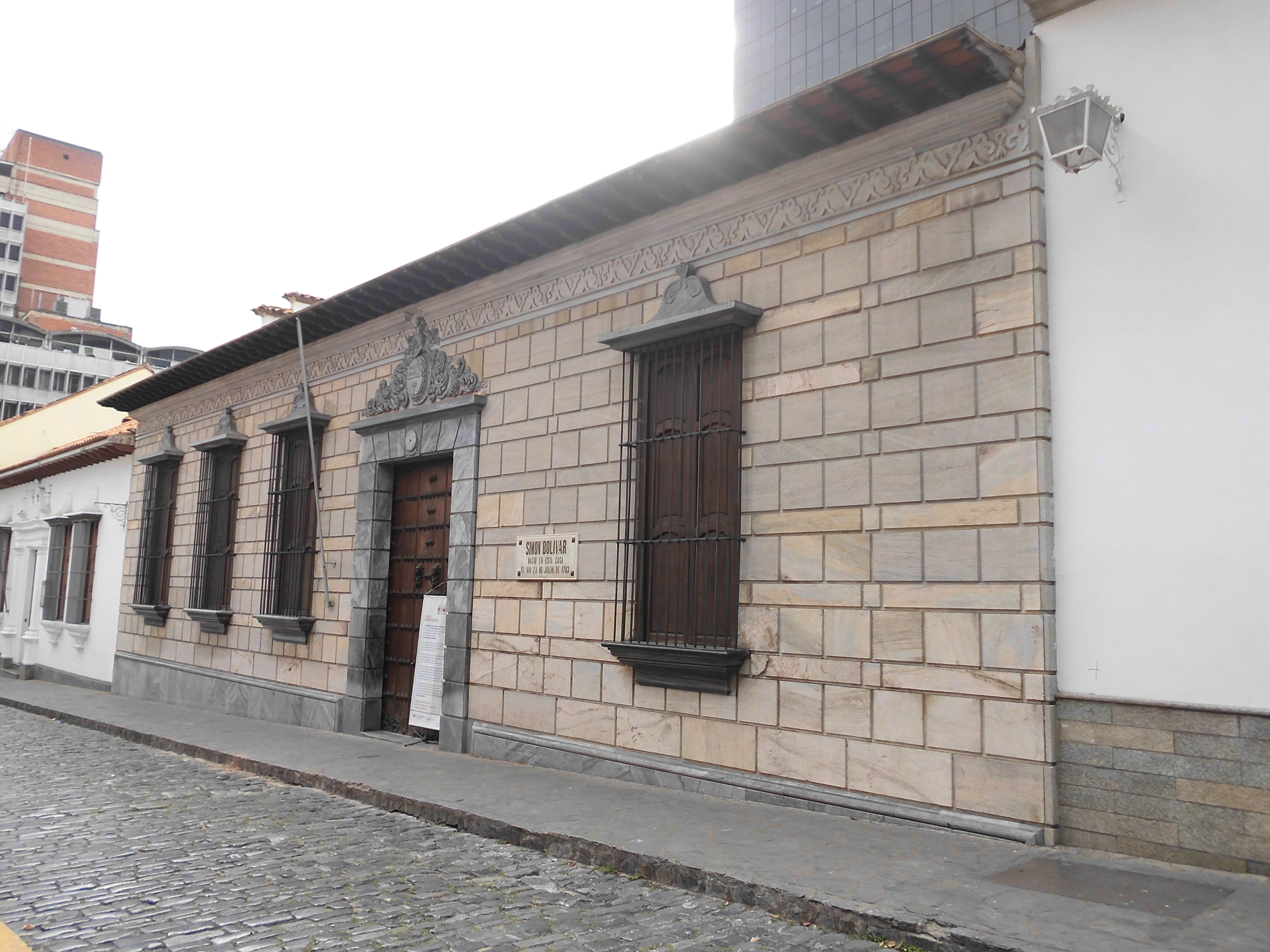
Casa Natal del Libertador

#### SigloXVIII
El siglo XVIII, específicamente entre 1728 y 1785 la prosperidad que gozó Venezuela por la apertura de la Compañía Guipuzcoana se reflejó también en la construcción de nuevas arquitecturas, en especial de tipo religiosas.

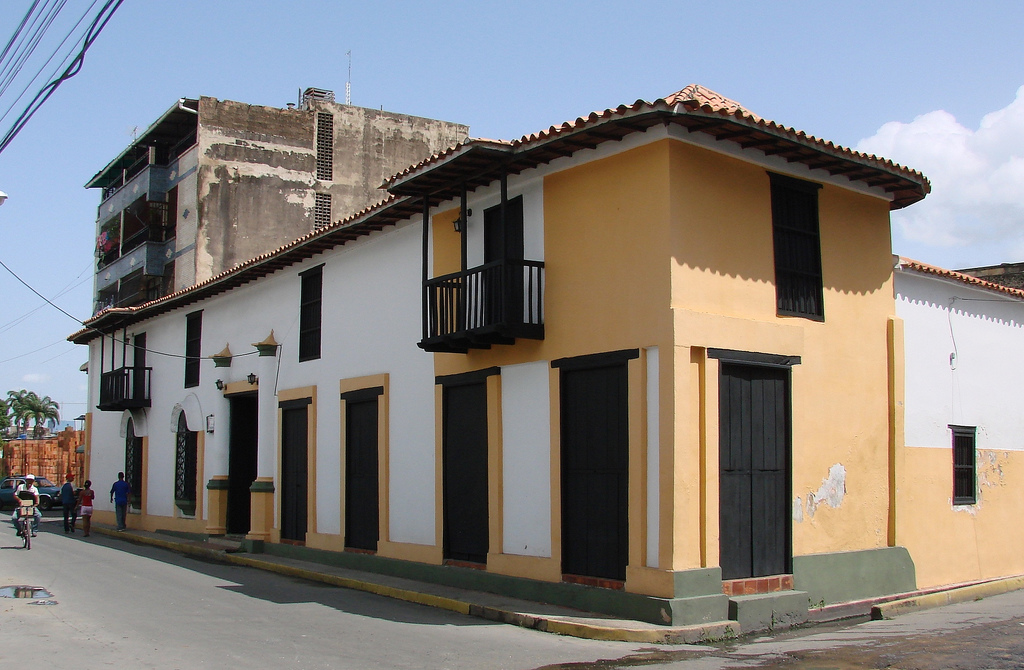
Casa Guipuzcoana de Cagua (1728).
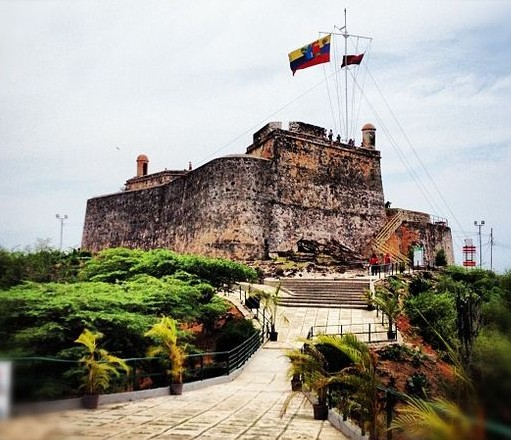
Fortín Solano (1766).
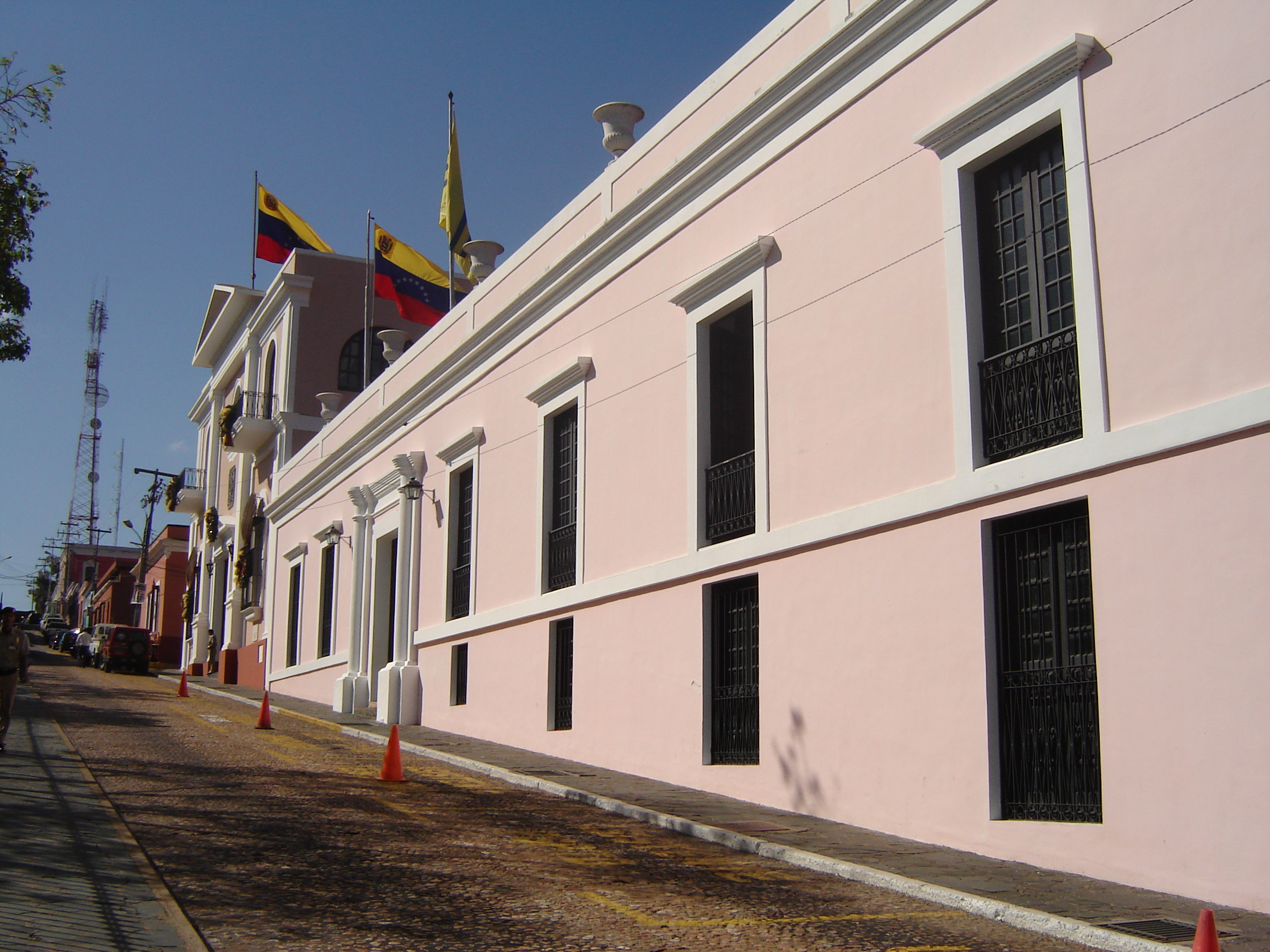
Casa del Congreso de Angostura (1777).
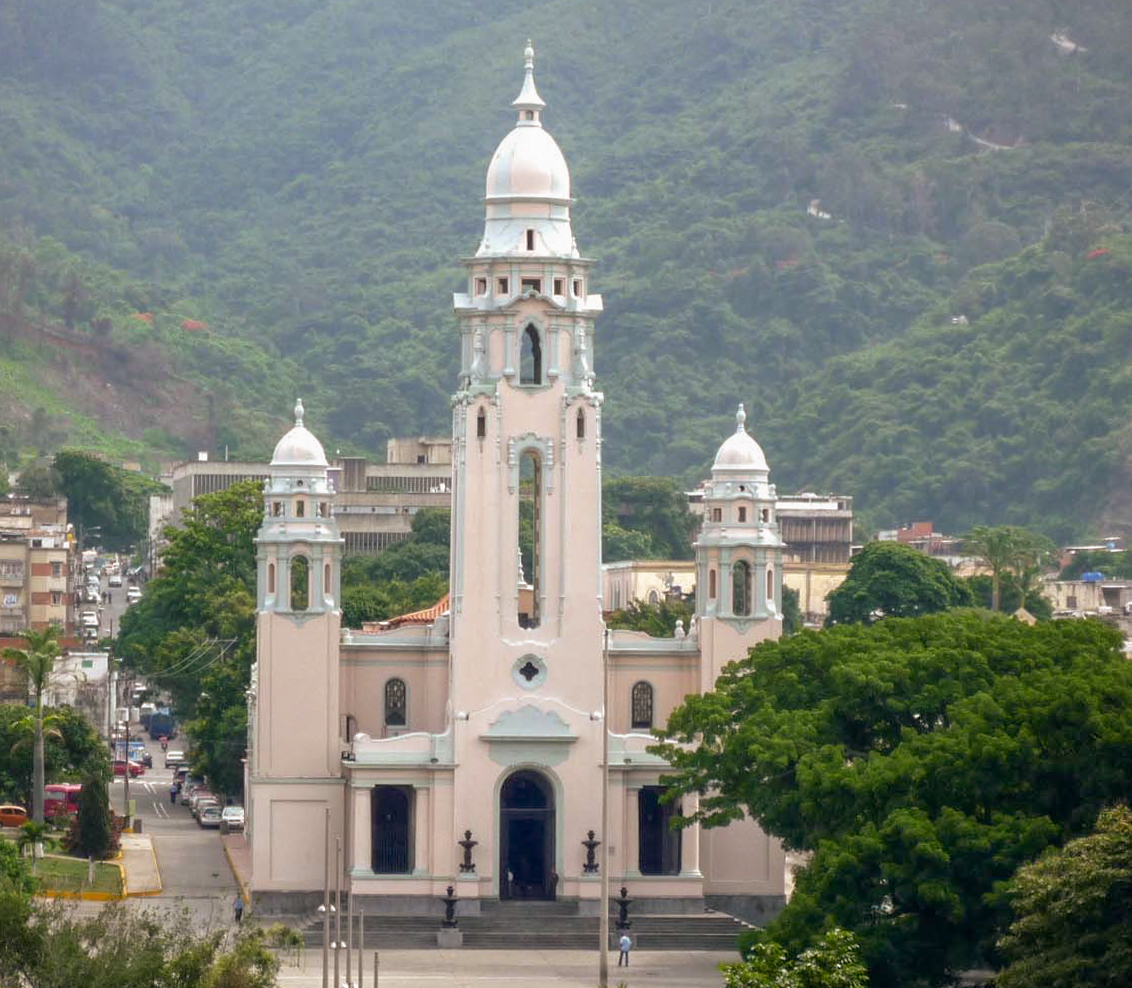
Panteón Nacional de Venezuela (1780).
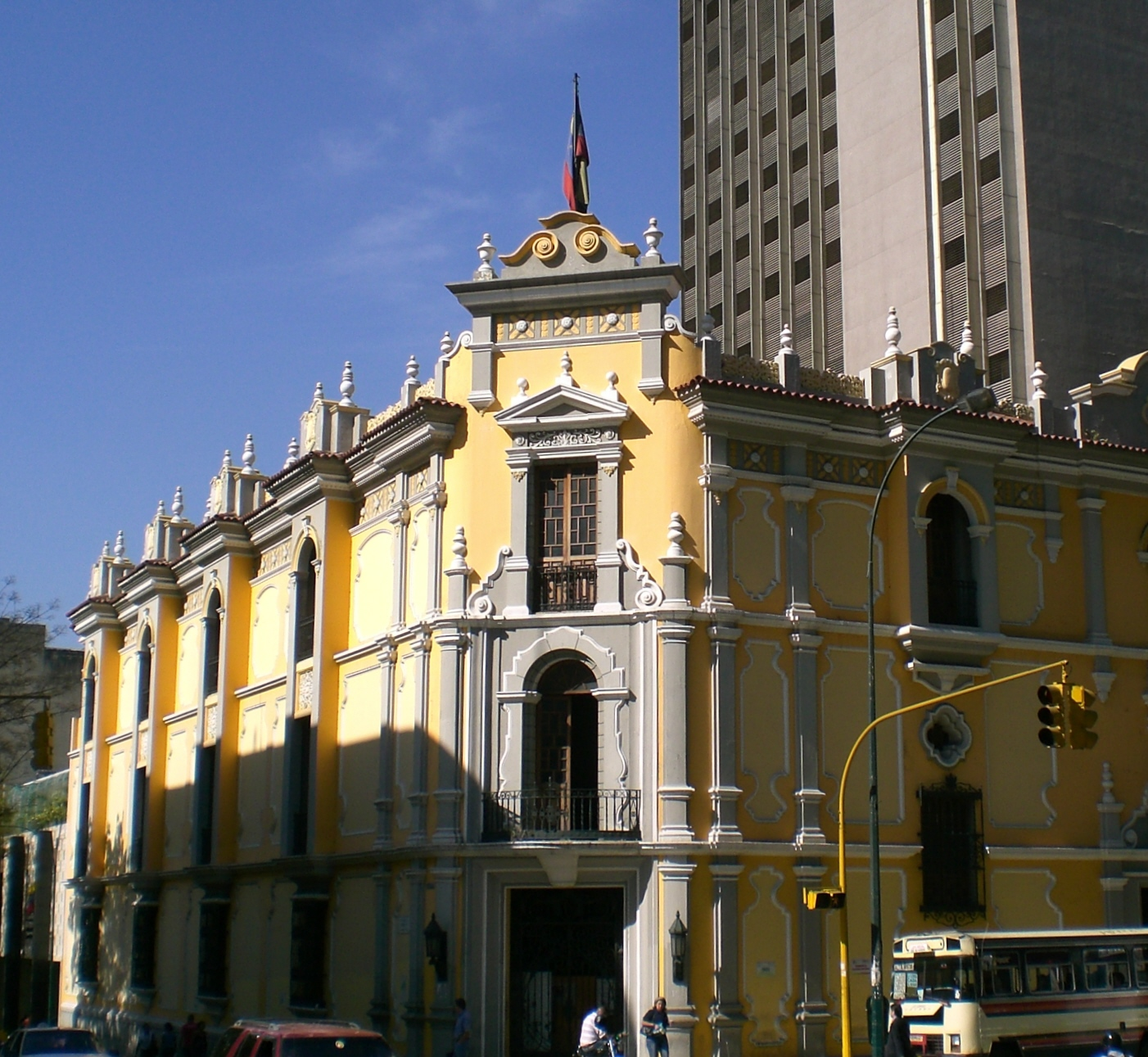
Correo de Carmelitas (1781).
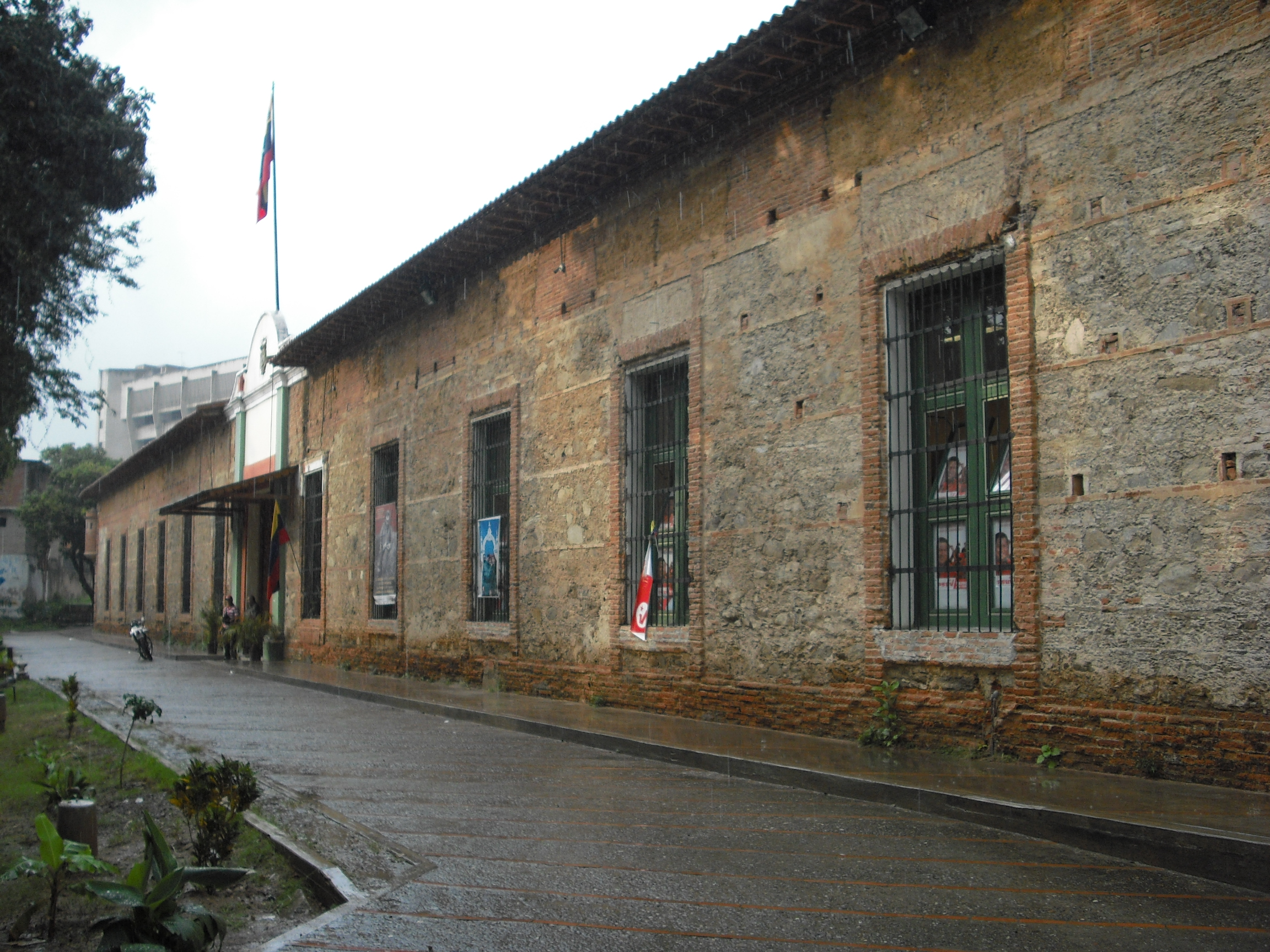
Cuartel San Carlos (1792).
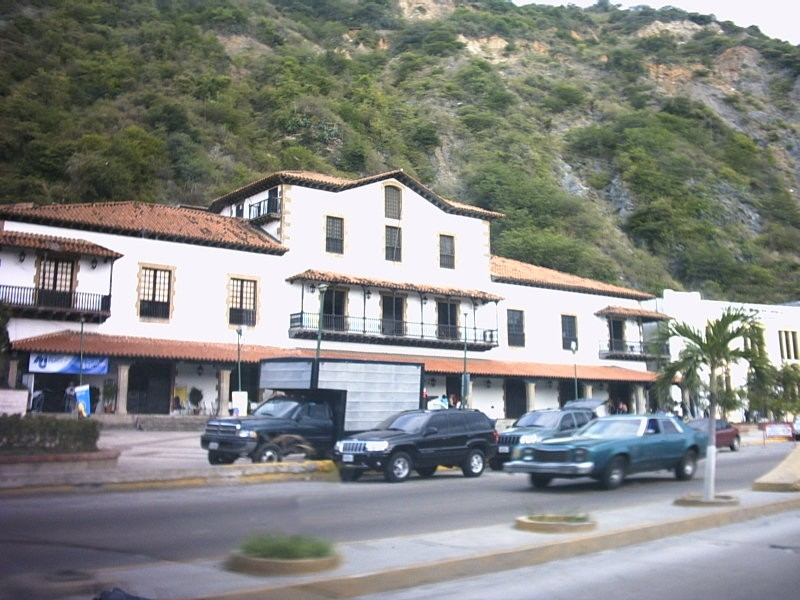
Casa Guipuzcoana de La Guaira.

Las ciudades de Coro y Caracas tuvieron el mayor auge en construcciones religiosas. Algunas de las edificaciones religiosas más representativas en el país son:
- Panteón nacional en Caracas (1780);
- Catedral basílica menor de la Inmaculada Concepción en Mérida
- Convento de San Francisco en Caracas
- Iglesia de San Francisco en Caracas
- Iglesia de San Francisco en Coro
- Iglesia San Gabriel en Coro
- Palacio Arzobispal de Caracas
- Capilla de La Trinidad en Caracas
- Iglesia de Nuestra Señora de Santa Ana en Coro
- Iglesia de Nuestra Señora del Rosario de Curucay en Caracas
- Iglesia del Calvario de Carora.

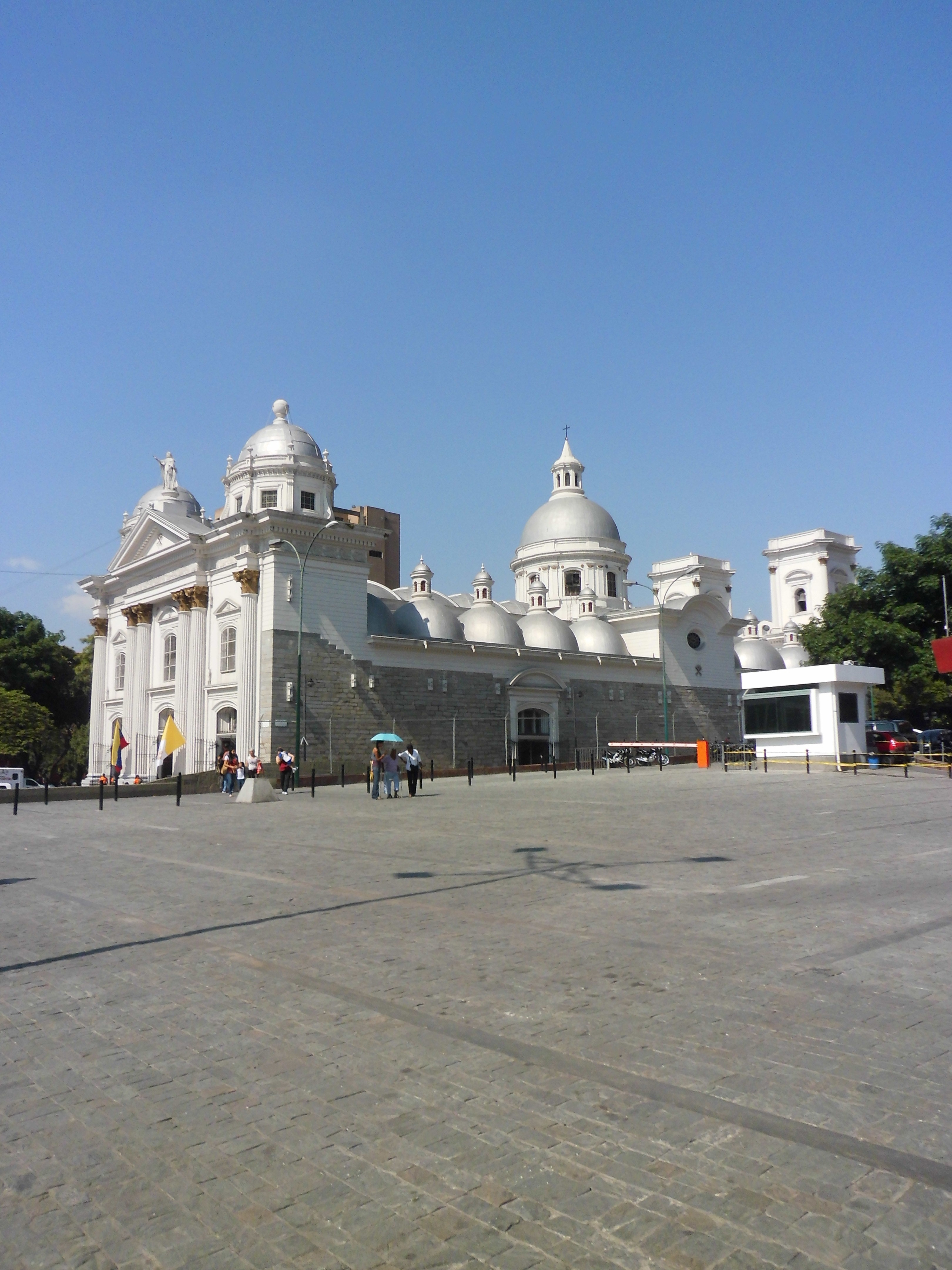
Basílica de Santa Teresa
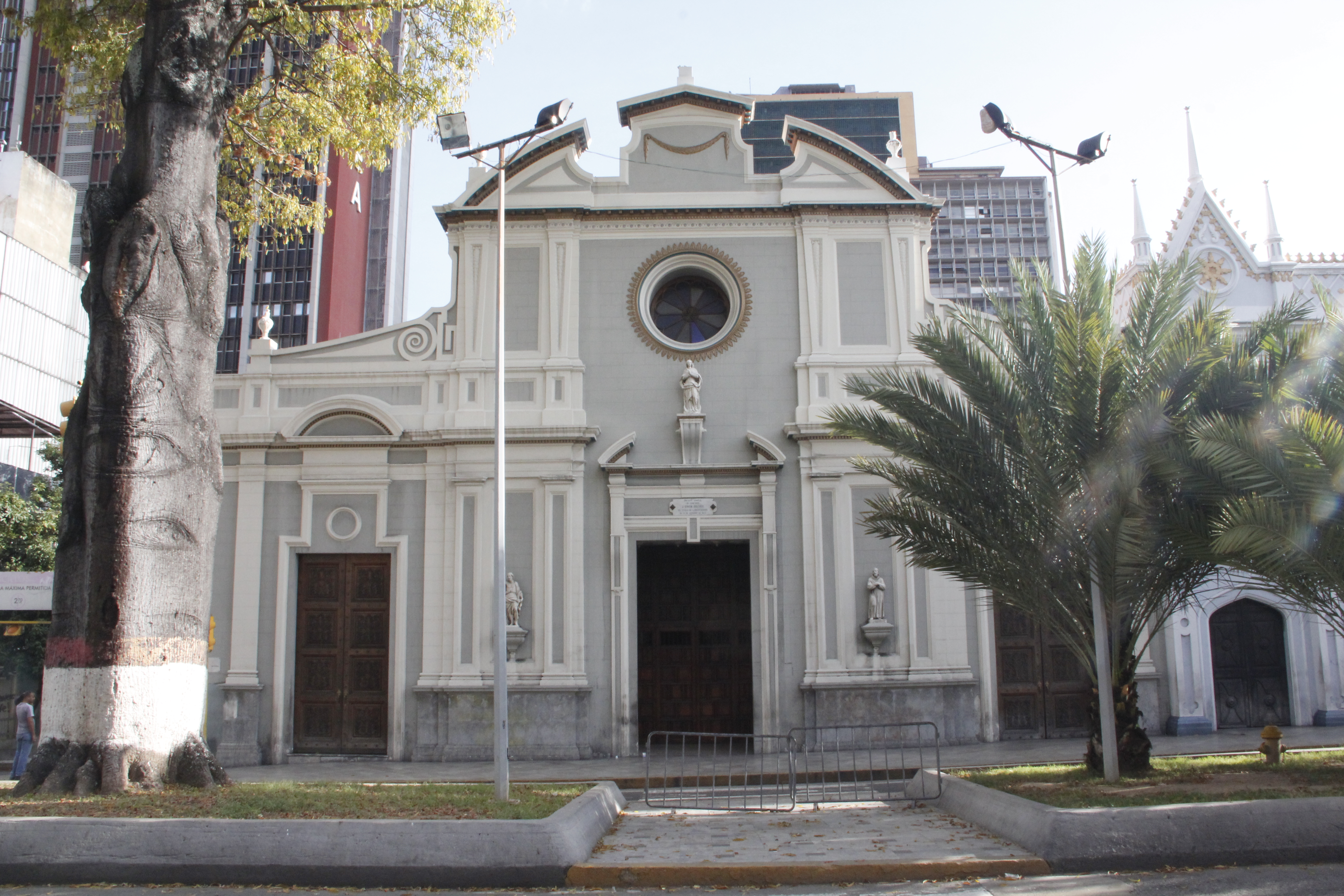
Iglesia de San Francisco en Caracas.
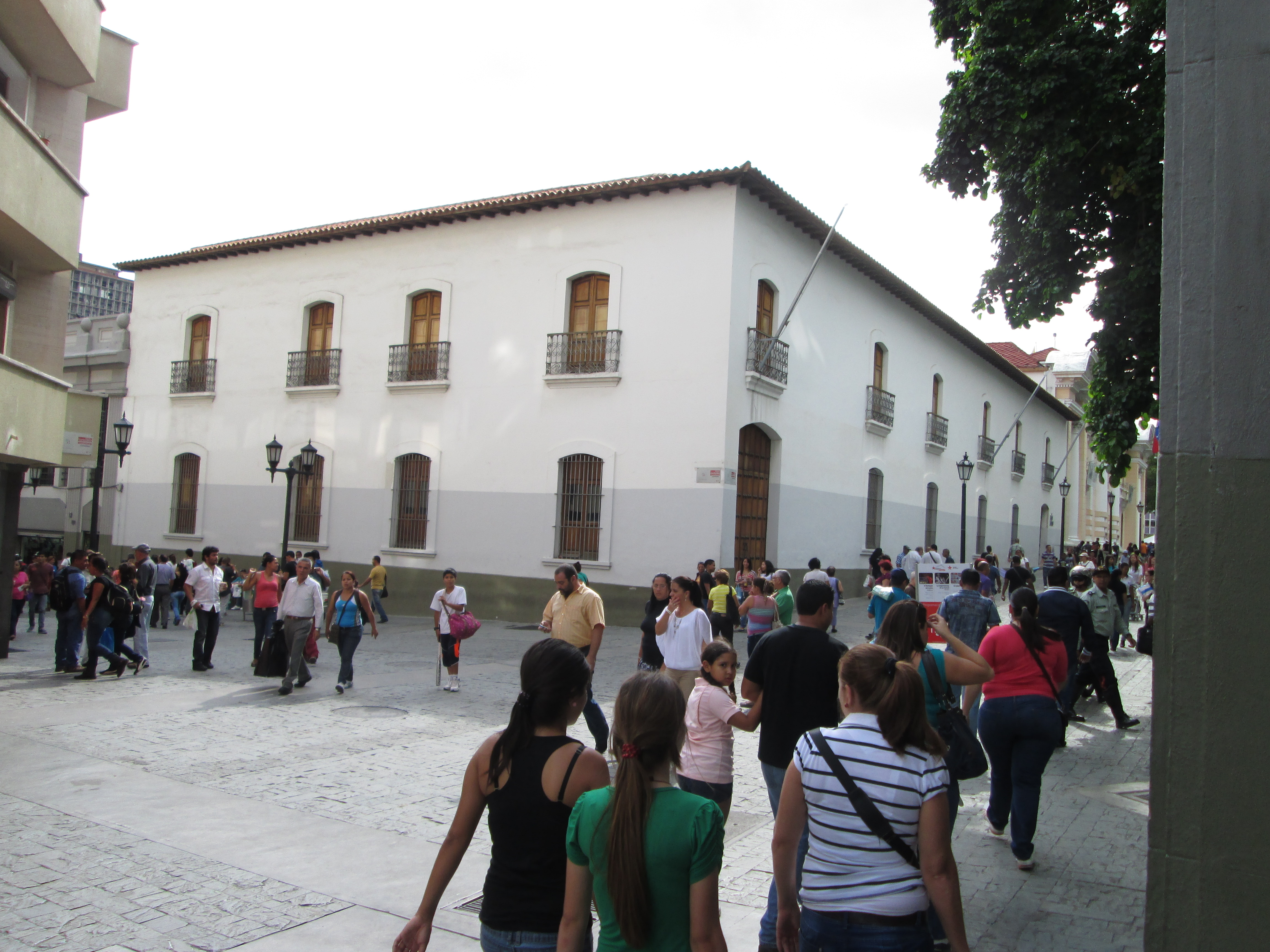
Palacio arzobispal

### Período republicano

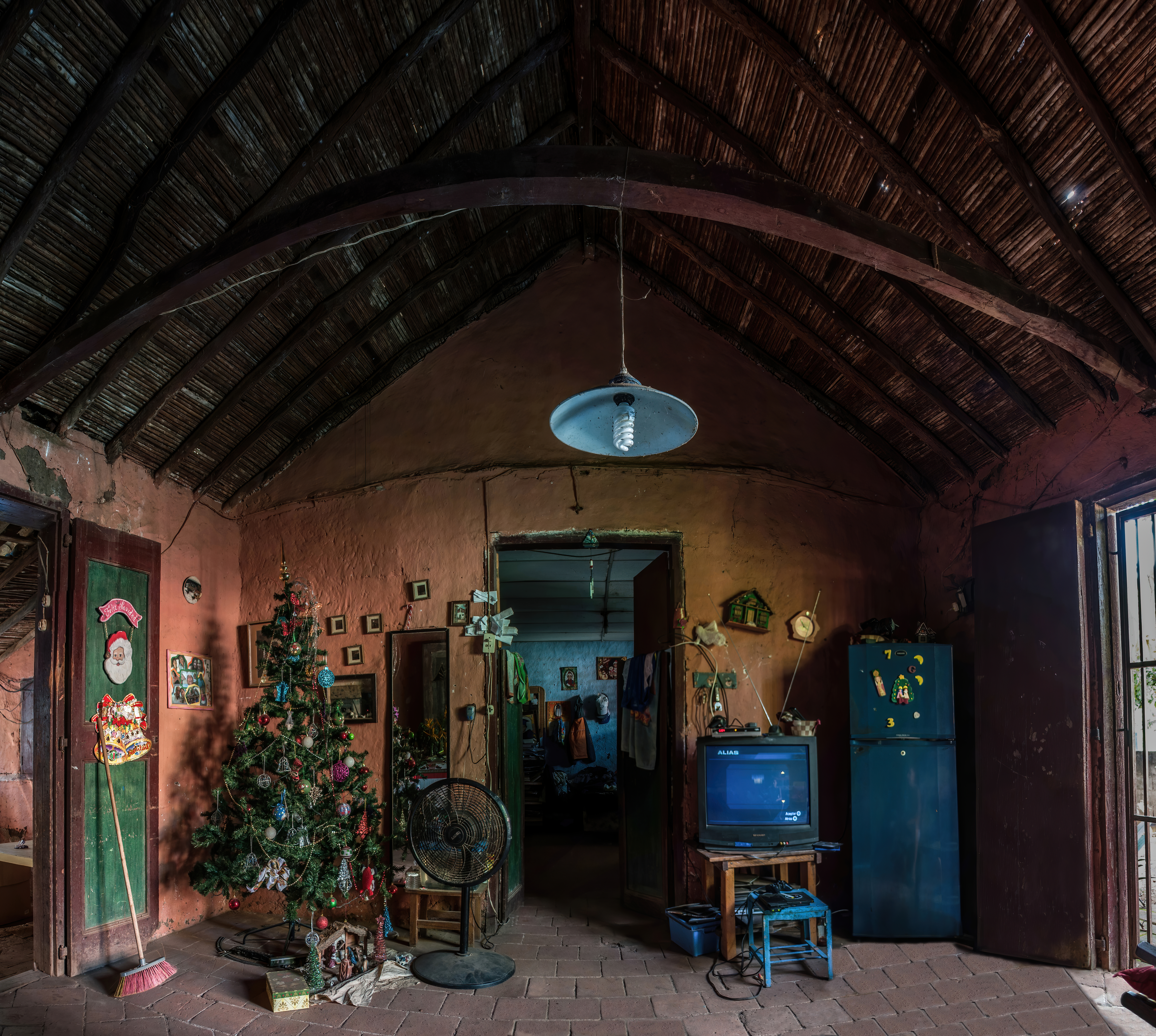
Interior de una casa colonial, isla de Margarita (c. 1880).

Desde la independencia hasta la actualidad, diversos estilos arquitectónicos han nacido y han quedado reflejados en la cultura y sociedad venezolana.

#### SigloXIX

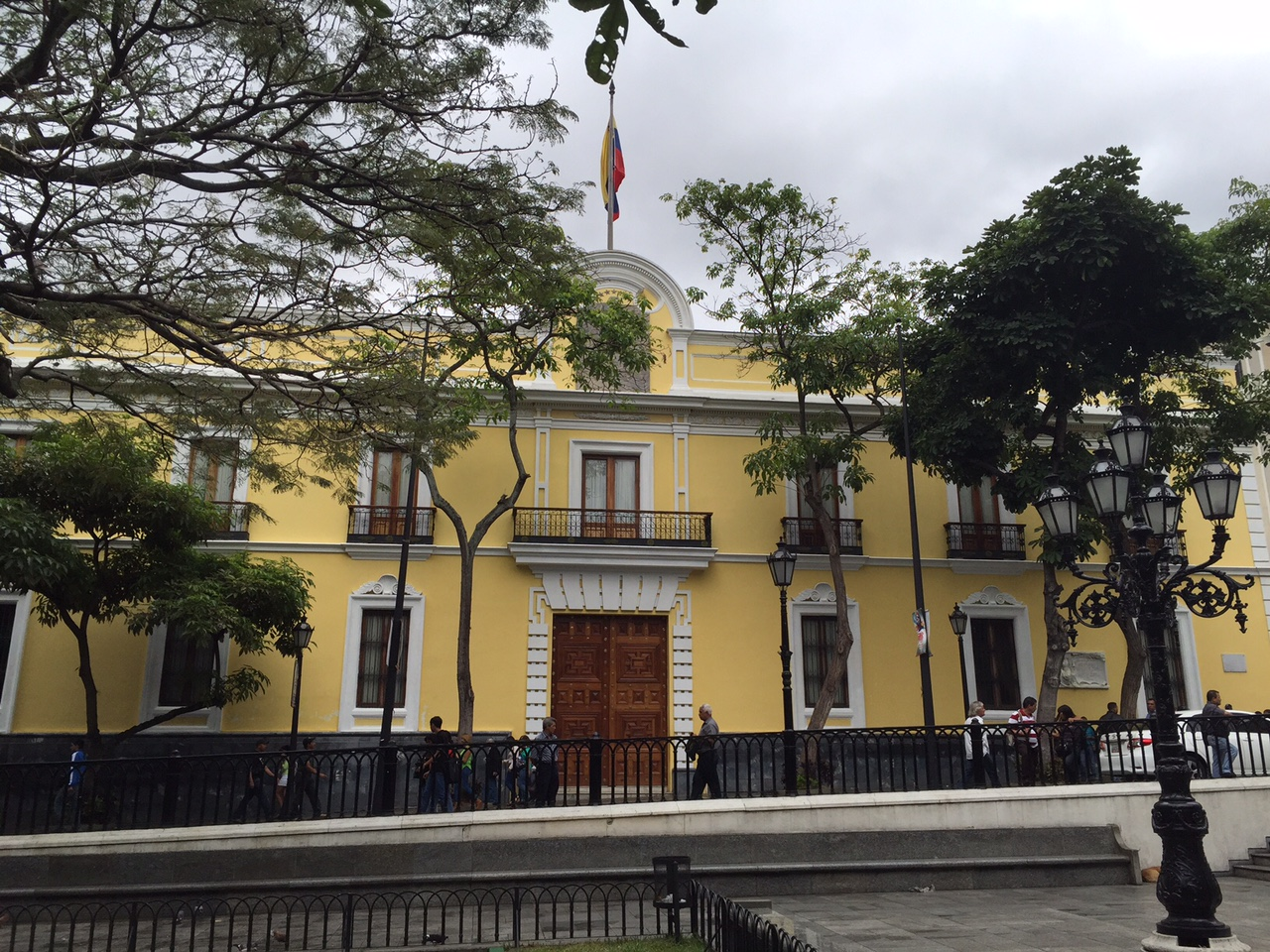
Casa Amarilla de Caracas (1842).
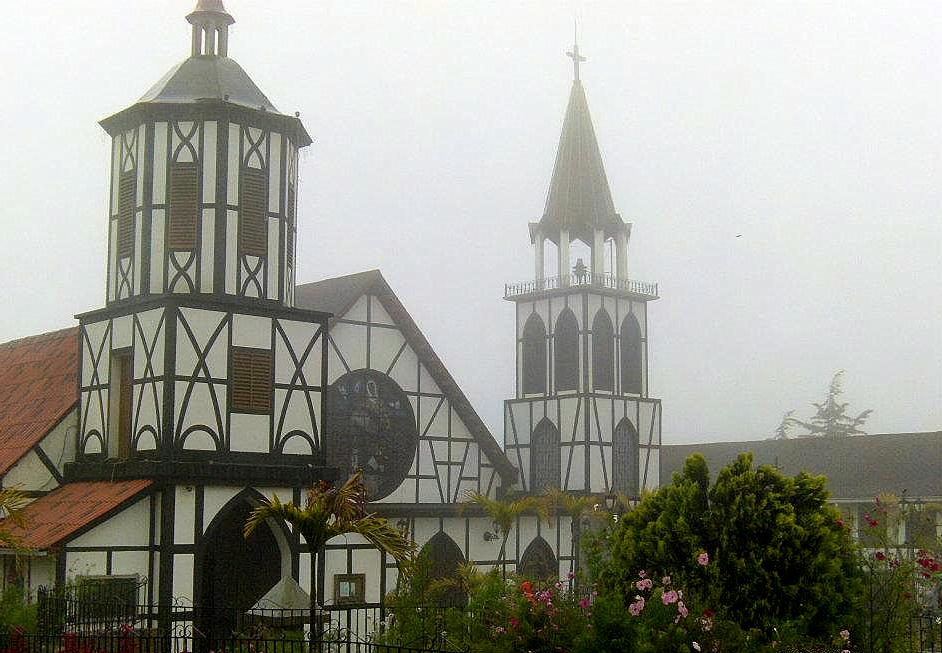
Iglesia de San Martín de Tours (1843).
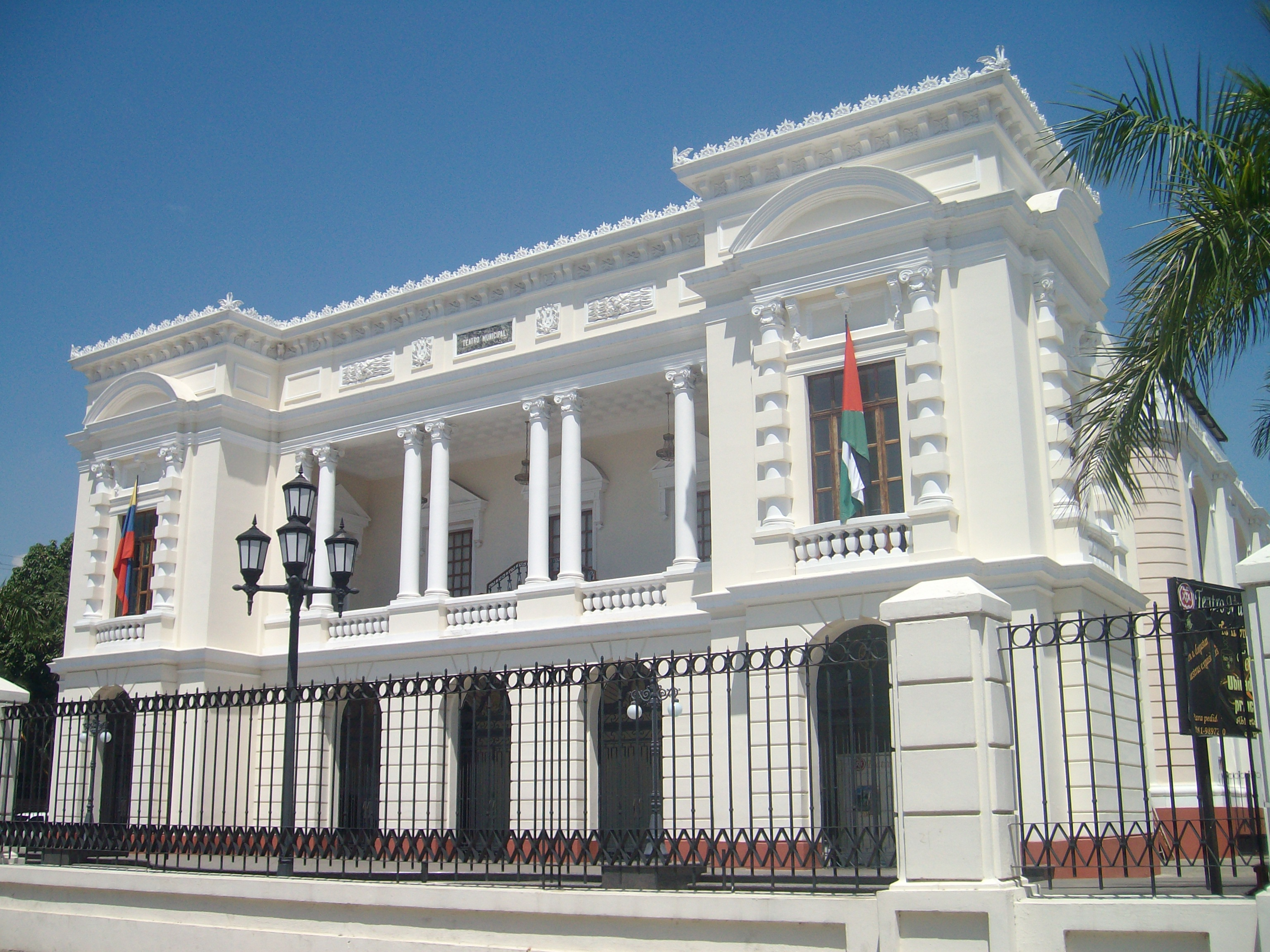
Teatro municipal de Valencia (1894).

#### SigloXX
La Ciudad Universitaria, construida en Caracas fue declarada Patrimonio de la Humanidad por la UNESCO.

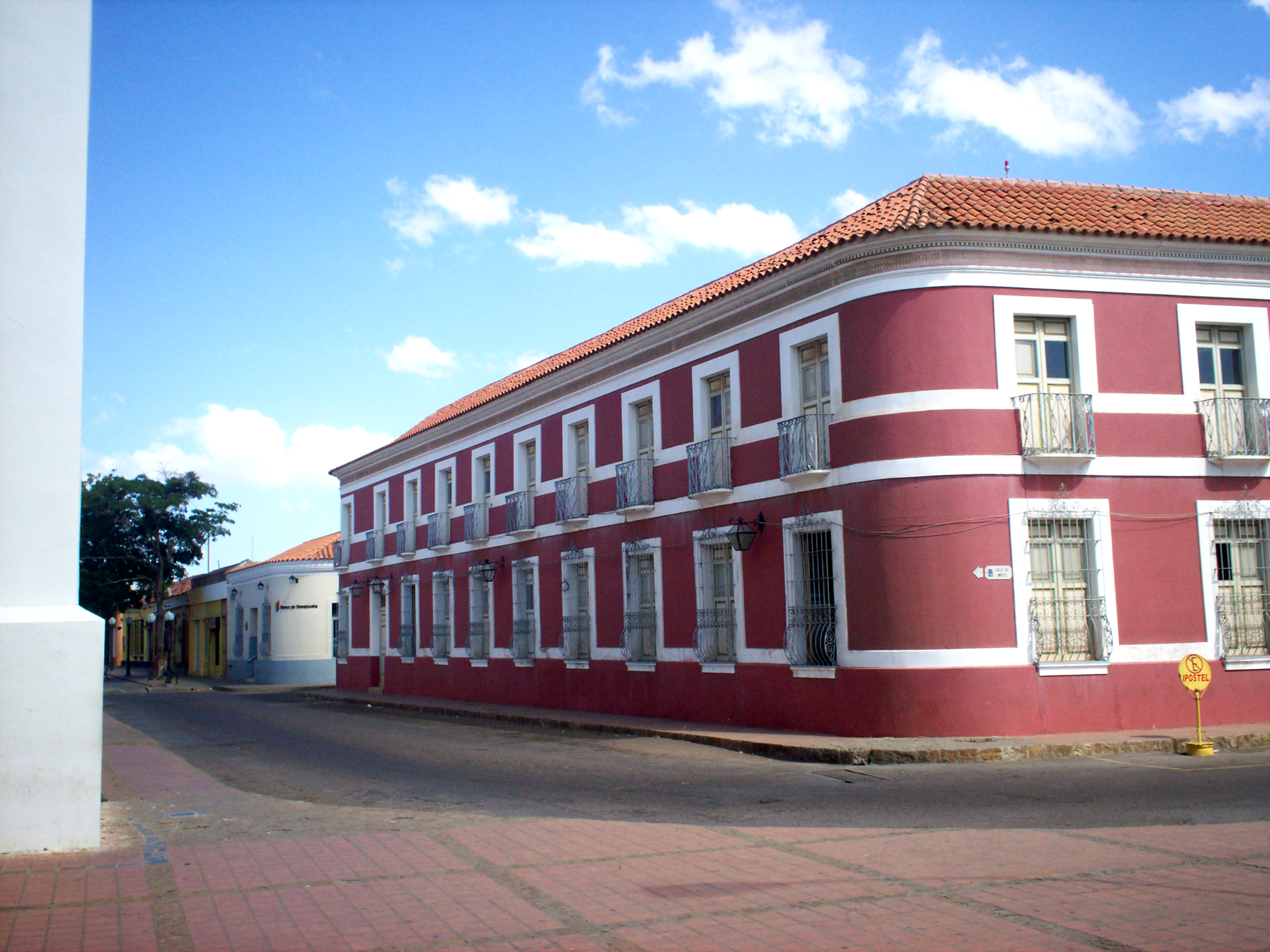
Casa de las 100 Ventanas (1902).
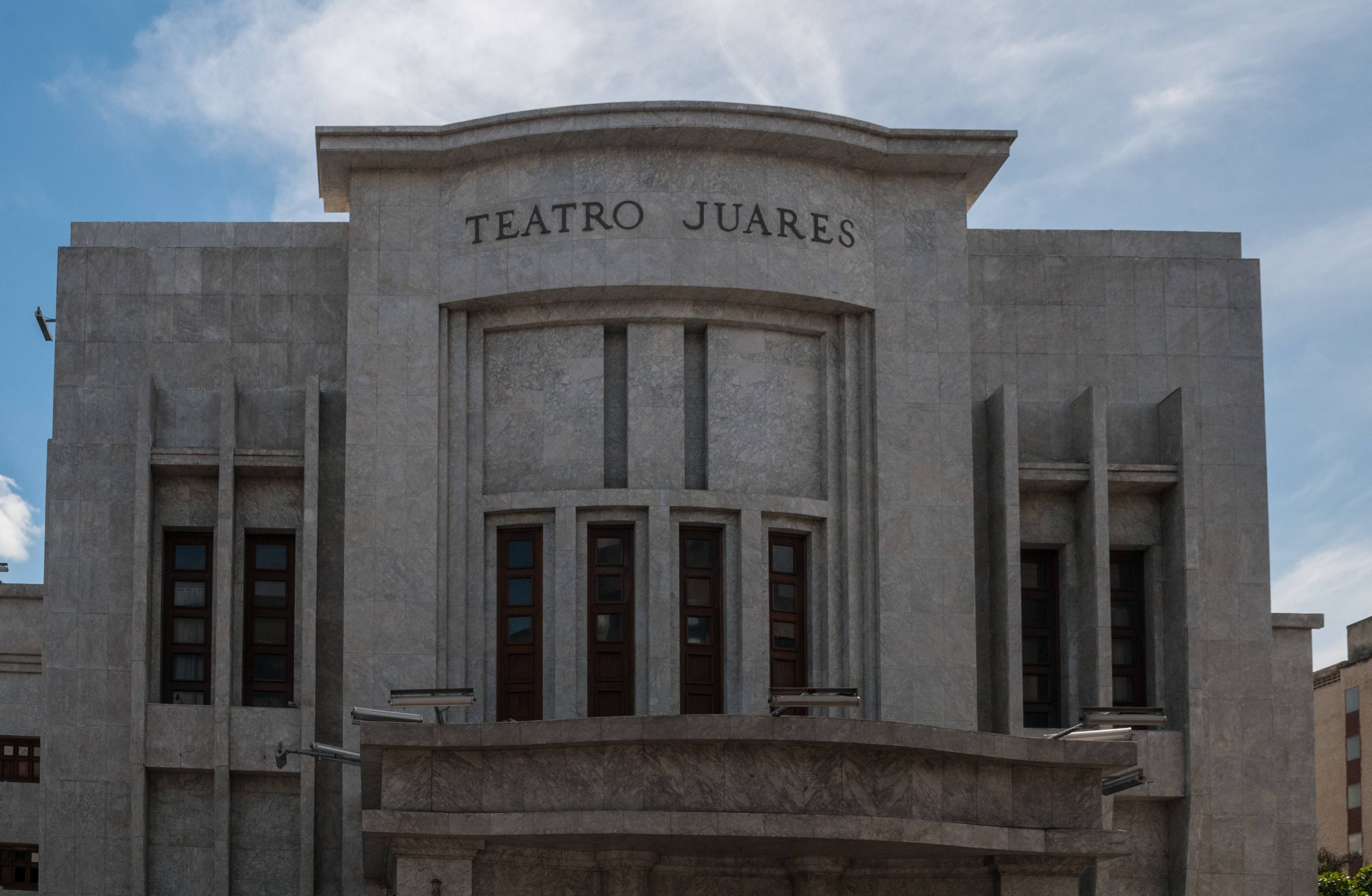
Teatro Juáres Barquisimeto (1905).
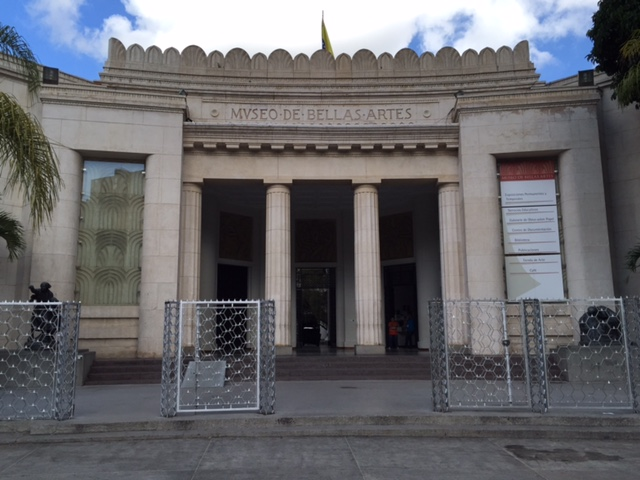
Museo de Bellas Artes de Caracas (1918).
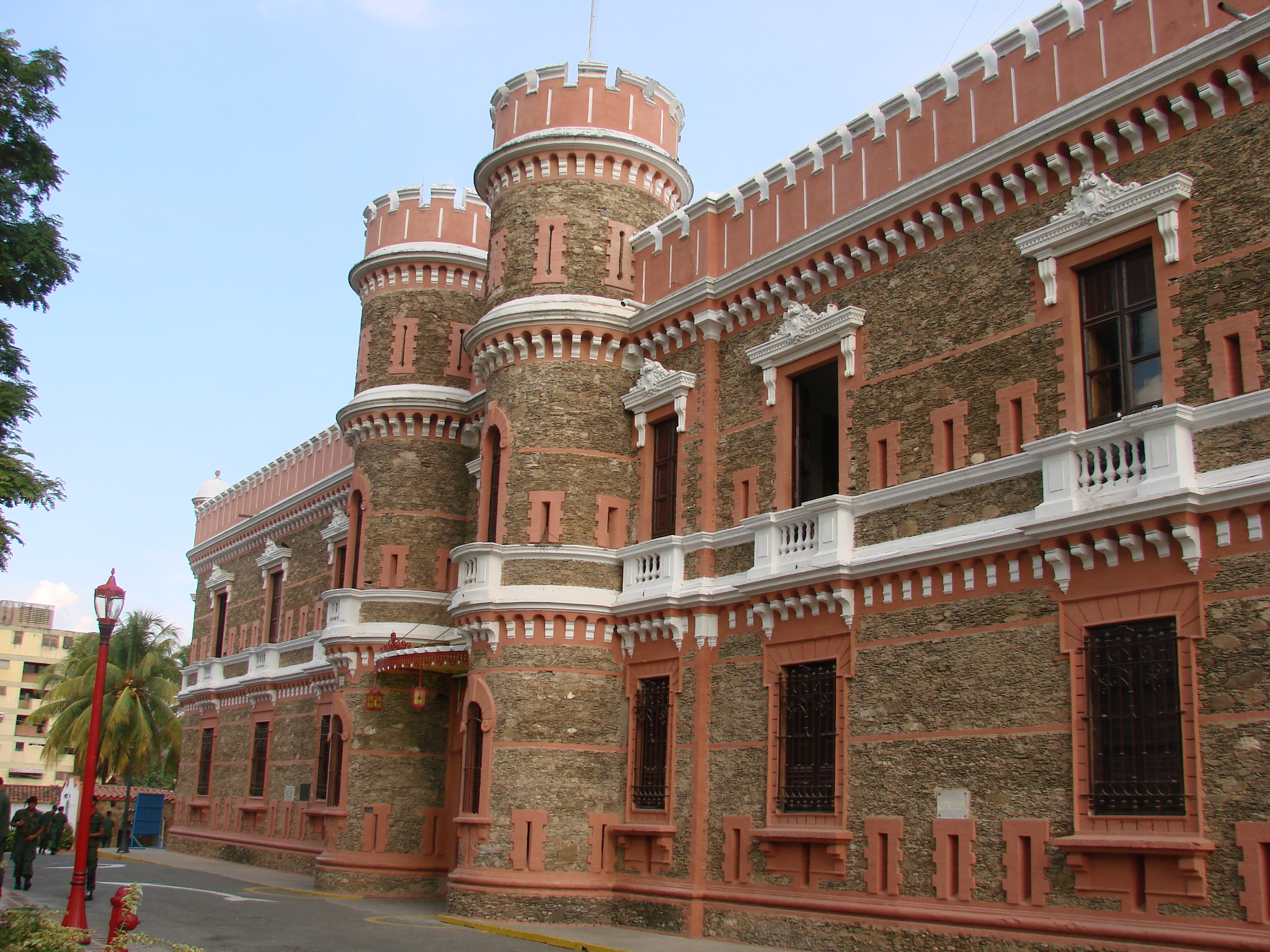
Cuartel Mariano Montilla (1937).
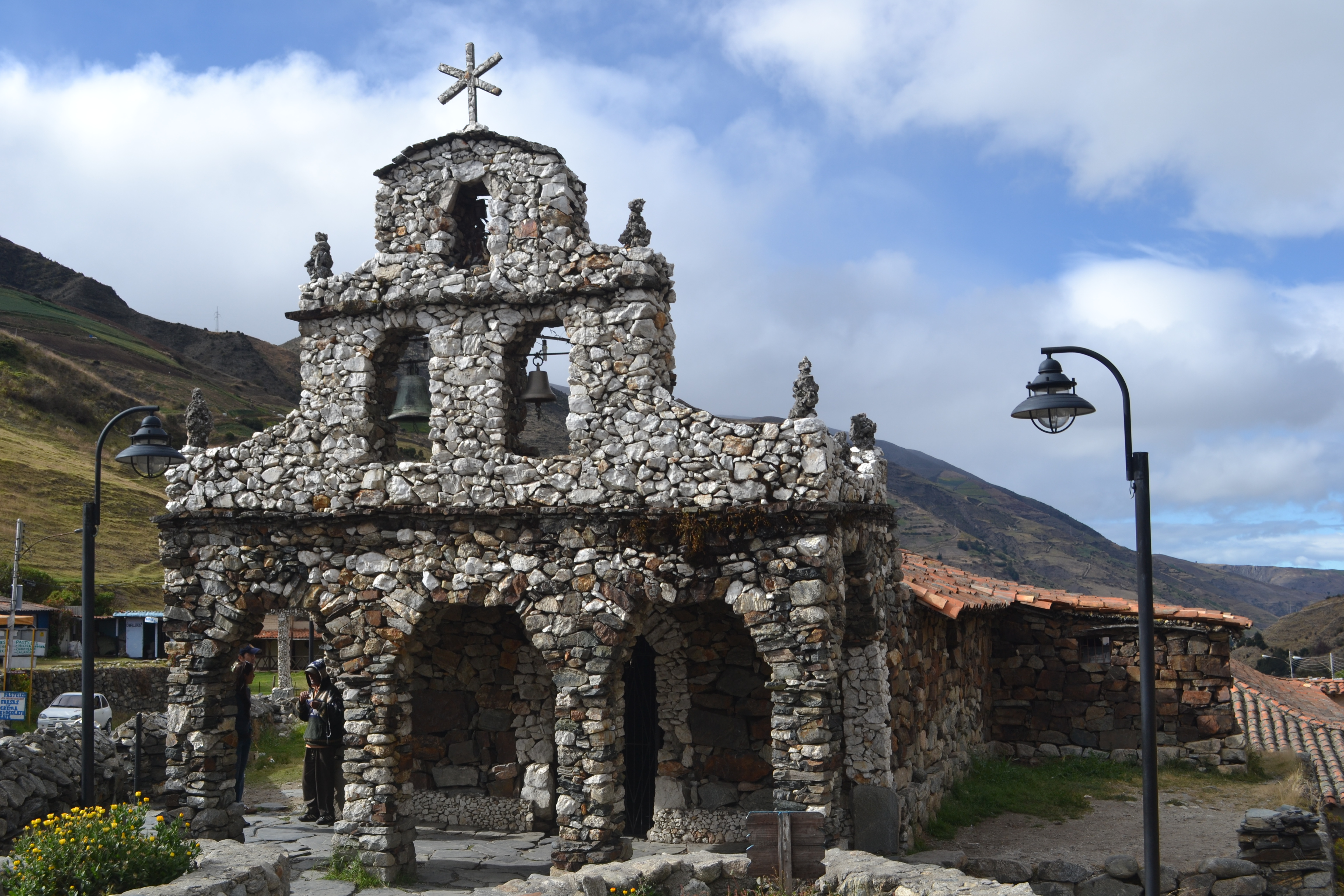
Capilla de Piedra en Mérida (1984).
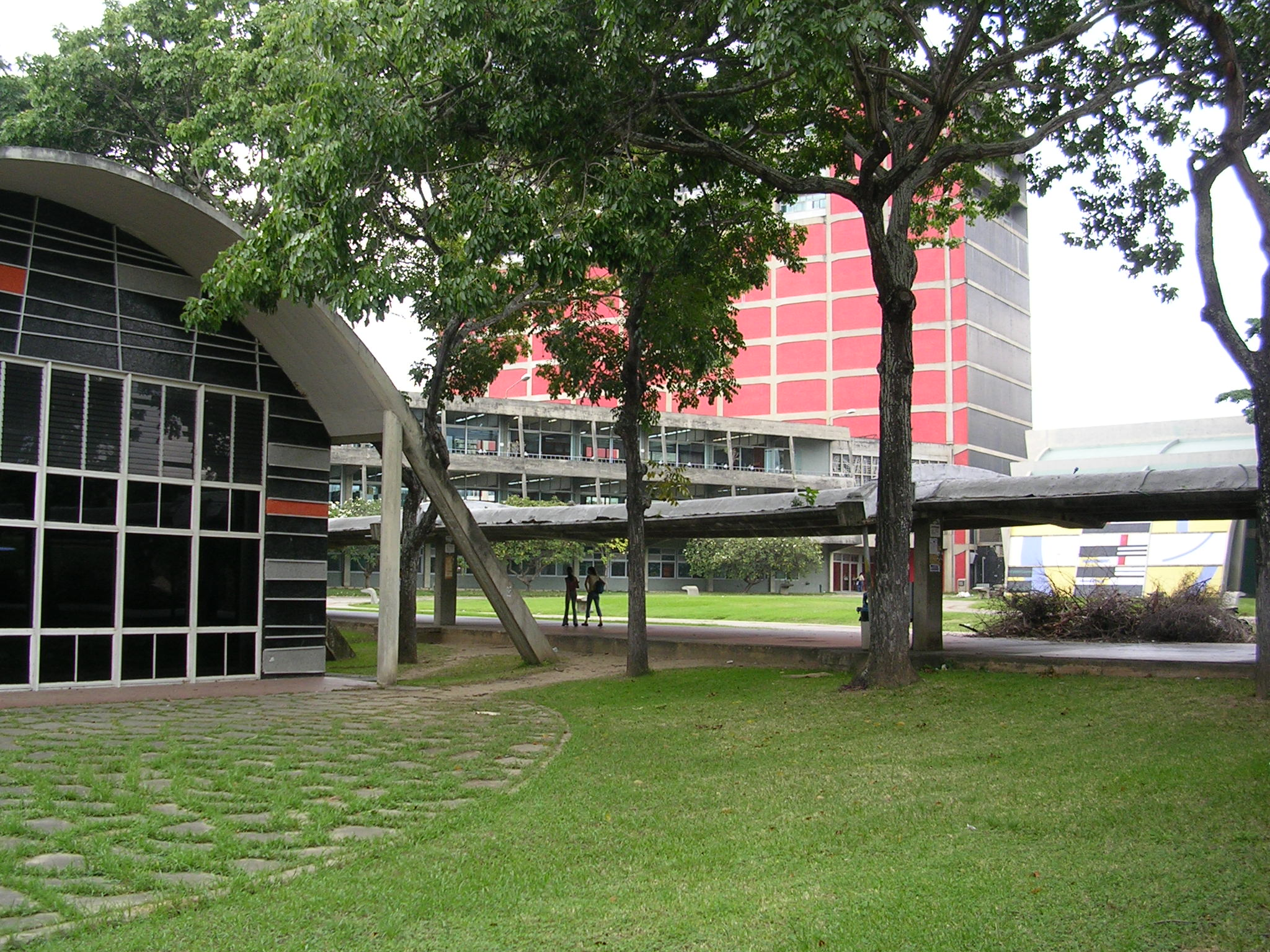
Ciudad Universitaria (1960), Caracas. Declarada Patrimonio de la Humanidad por la UNESCO.
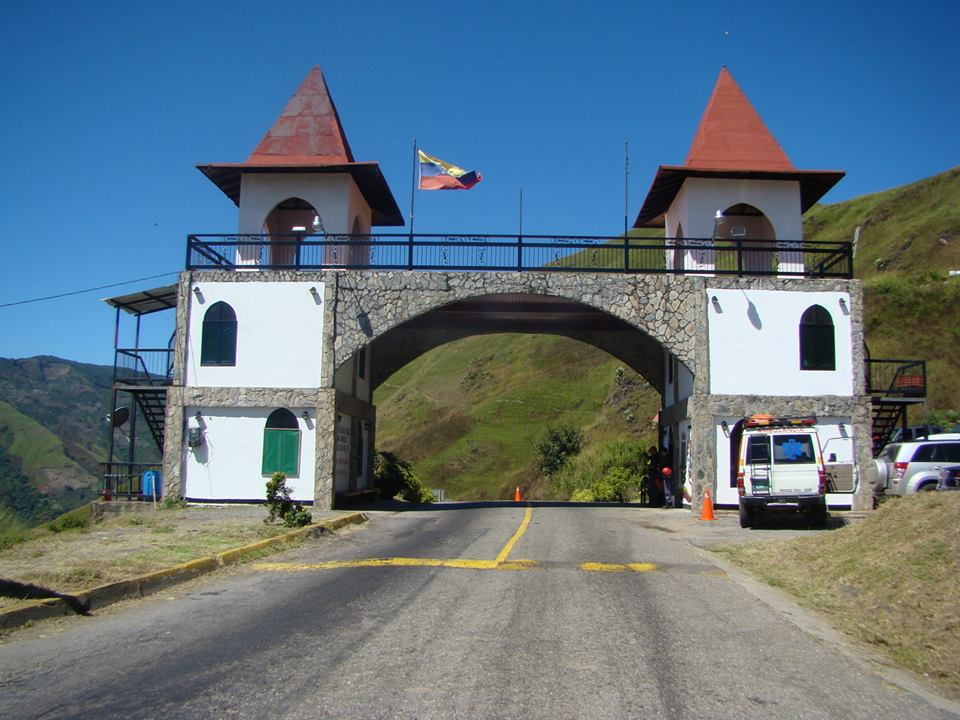
Arco en la Colonia Tovar.

### SigloXXI

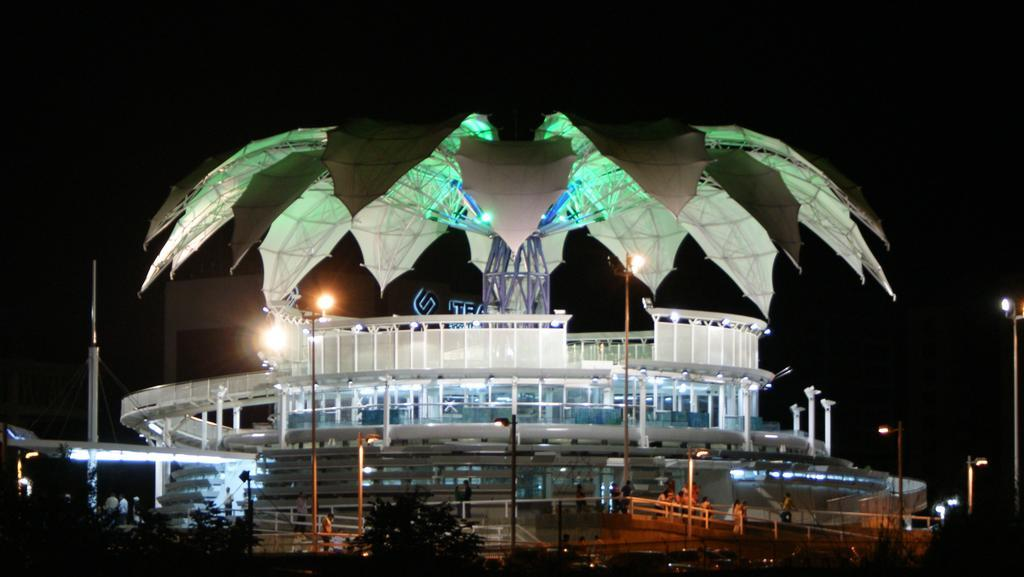
Flor de Barquisimeto (2008).